# 世界平和統一家庭連合と政界との関係
世界平和統一家庭連合と政界との関係（せかいへいわとういつかていれんごうとせいかいとのかんけい）では、世界平和統一家庭連合（世界基督教統一神霊協会、統一教会）と、日本、アメリカ合衆国、大韓民国を含む各国の政治家、政治機構との関係について述べる。

## 日本の政界との関係

### 沿革

#### 1960年代
1964年7月15日に宗教法人の認可を受けた統一教会は、11月1日、教団本部を世田谷区代沢5丁目から、岸信介が女優の高峰三枝子に返却した渋谷区南平台町45番地（当時の番地）に移転。かつて首相公邸として使われていた建物は教団本部の建物となり、本部と岸の私邸は隣続きになった。信者たちは岸の私邸を訪れ始め、教団と岸との密接な関係が生まれた。
1968年4月1日、統一教会は、岸と笹川良一と児玉誉士夫の協力を得て反共イデオロギーを宣布する政治団体「国際勝共連合」を結成した。1970年代初頭からは反共産主義をテーマにした教団主催の集会・イベントを通じて、佐藤栄作、青木一男、千葉三郎、小川半次、玉置和郎、源田実、辻寛一らと関係を結び、自由民主党を中心に政界に浸透していった。
岸と自民党が統一教会と関係を深めることとなった背景には安保闘争と日本共産党の存在があったとされる。岸は1960年に日米安保条約改定を強行採決させたが、10年後に失効を迎えることになっていた。「安保護持」を掲げる岸の懸案は安保法制に反対する左派の存在だったが、70年安保の反対運動は、60年安保を超える国民的な大反対運動に発展することが予想され、共産党の躍進も岸と自民党の懸念材料であった。
安保闘争で猛威を奮った全学連や新左翼の学生、数万人規模とも噂される共産党の学生組織「民青」に対し、自民党にはそれらに対抗する学生組織がなかった。教団は選挙の際には日本共産党攻撃の実働部隊として活躍、自民党との協力関係が続いた。岸が主導した統一教会への接近について、評論家の荒井荒雄は「韓国と文鮮明に国を売り、共産党破壊ではなく日本の幾多の善良の家庭が破壊されるという悲劇を生む結果に至るのである」と厳しく批判している。
1968年に教団は早くも自民党候補者の選挙応援を行った。第8回参議院議員通常選挙に全国区から初出馬した石原慎太郎を支援したとされる。石原は全国比例でトップ当選を果たした。
1969年4月18日、文鮮明が来日し、同年5月1日に渋谷区松濤の統一教会本部で22組の合同結婚式が行われた。このとき、梶栗玄太郎は熱海惠李子と結ばれた。惠李子の父の熱海景二は旧制一高、東京帝国大学経済学部の卒業生で、福田赳夫と野球部のチームメイトであった。梶栗は熱海の紹介で、翌1970年から福田と関係を築いた。

#### 1970年代
1970年4月12日に行われた京都府知事選挙で、自民・民社・公明の3党は元自治省事務次官の柴田護を擁立した。統一教会は社共推薦の蜷川虎三を落選させるために、初めて全国から信者を動員した。当時500人ほどしかいなかった信者のうち150人を京都に送り込み、自民党の手足となって動いた。蜷川府政を批判する「府民新聞」号外などが50万枚配布された。そのうち45万枚が創価学会員によって、5万枚が統一教会信者によって配られた。蜷川は6選を果たすが、このときの働きが契機となって、統一教会ならびに国際勝共連合は自民党に食い込む足掛かりをつかんだ。教団は革新勢力の候補者への選挙妨害をたびたび行うこととなった。
1971年4月の東京都知事選では、再選を狙う社会・共産推薦の美濃部亮吉に対し、自民党は警視総監出身の秦野章を擁立。福祉政策を掲げる美濃部に対し、秦野は災害対策を前面に掲げる「四億円ビジョン」を打ち出した。この選挙では正体不明の団体「東京を災害から守る会」が「大地震がやってくる 核攻撃以上の被害」「迫りくる大地震の恐怖 東京中は焼野原と化す」などの内容のビラを大量にばら撒いており、同団体は秦野の別働部隊ではないかと物議を醸した。選挙後に『週刊新潮』が調査したところ、同団体の代表の男の住所は渋谷区松濤にある統一教会の本部であり、熱海に住む父親に取材すると、男は韓国で合同結婚式に参加した信者であることが判明した。
1972年12月の総選挙で自民党が議席を減らし、日本共産党が14議席から38議席に躍進すると、教団はこれを警戒し「救国の予言」キャンペーンを展開した。当時、東京・神奈川・京都・大阪など各地で実現していた革新自治体を敵視し、特に京都府の蜷川府政をターゲットにすることを決定。京都府の各地で街宣車を展開するなどの教団信者による激しい反共運動が展開された。
1973年に発行された国際勝共連合の広報誌によれば、勝共連合が主宰する「勝共理論の研究活動」に参加した議員は同年だけで482人であった（この手の研修活動は韓国に渡航して行うものもあったとされる）。また、アメリカ合衆国下院のフレイザー委員会の取材を行っていた読売新聞は、米国議会関係者の証言として、最低数人の自民党国会議員が統一教会に入信しているとの情報を得ている。
1974年当時、国際勝共連合から自民党への政治献金は1億円以上にも及んでいた。統一教会信者による朝鮮人参茶や壺の販売、生花の押売り、目的を偽った街頭募金などが原資と見られる。教団がたびたび開催した政治関連のイベントの費用は時に数千万にも及んだが、大半のケースでは教団側が負担した。
教団は国会議員のみならず地方議員にも接近をはかっており、学生ボランティアなどを口実に議員に接近し、ビラ配りなどの活動を熱心に行うと言う。このときもダミー団体を表に出して、あくまで旧統一教会の信者であることは隠して接近する。ジャーナリストのいのうえせつこによれば、教団が地方議員に接近する主な理由は、議員の支援者名簿の入手や議員とつながりのある富裕層をリストアップして、教団のターゲットを洗い出すことだという。

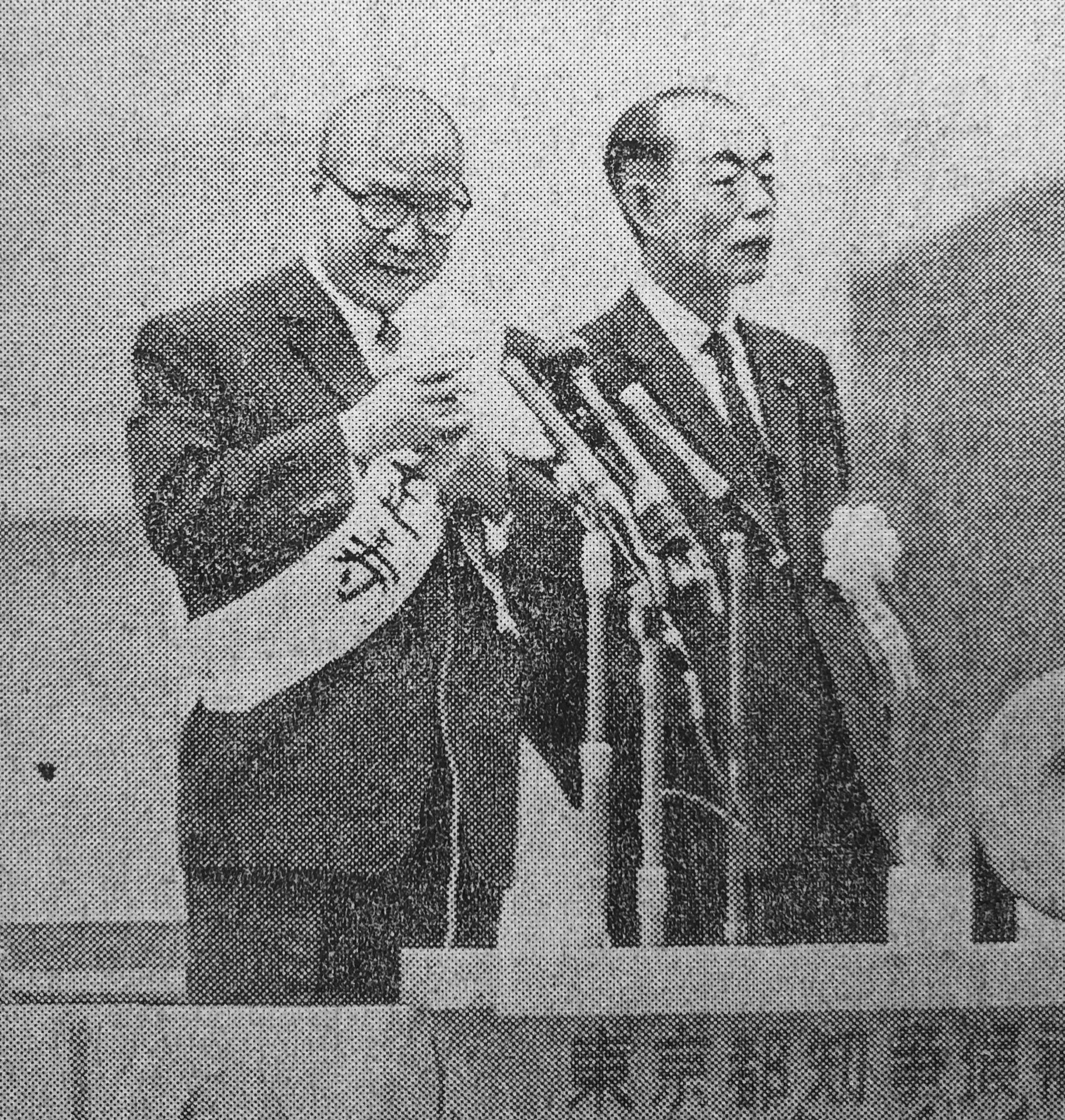
松下正寿、福田赳夫

1974年5月7日、第1回「希望の日晩餐会」が東京の帝国ホテルで開催され、文鮮明が講演した。来賓として安倍晋太郎、中川一郎、倉石忠雄らの自民党議員が出席。当時の大蔵大臣だった福田赳夫は文鮮明を絶賛する短いスピーチを行った。
同年9月28日、世界平和教授アカデミーが設立。同団体は1973年5月に文鮮明が韓国で設立した「世界平和教授協議会（세계평화교수협의회）」の日本組織とされる。初代会長に元参議院議員の松下正寿が選出された。
自民党議員は各地で勝共連合後援会を結成し、また地方議員レベルでも「国を守る会」「救国連盟」といった実質的な勝共連合の後援組織が作られた。これらの議員のお墨付きを得た上で国際勝共連合は会社や団体を巡り資金集めを行い、一方で勝共連合側は選挙等で自民党を支援するという共存関係を作り上げていった。
1975年4月の東京都知事選挙は社会党・共産党・公明党推薦の現職の美濃部亮吉、自民党推薦の石原慎太郎、民社党推薦の松下正寿の三つどもえの争いとなったが、教団は世界平和教授アカデミー会長の松下ではなく、石原を応援した。国際勝共連合は、石原の選挙費用のうち1億5、6千万円ほどを負担した。
1976年12月5日に行われた衆院選では、ロッキード事件の対応に抗議する形で自民党を離党した宇都宮徳馬に対し、勝共連合が公示直前に同候補に中傷的な内容の教団紙『思想新聞』の号外をばら撒き、選挙後に宇都宮陣営が思想新聞編集局長を公選法違反で刑事告発する事件が発生した。宇都宮への批判キャンペーンには在日本大韓民国居留民団（民団）も参加し、宇都宮に対し「糾弾活動を凡ゆる手段によって無期限かつ無限界に展開する」と宣言した。教団からの選挙妨害について、宇都宮は自身が金大中事件等を巡って韓国政府を批判していたことに触れた上で、教団と朴正煕政権の関係に言及した。
1976年12月17日、帝国ホテルで教団系のイベント「希望の日実行委員会」が開催され、名誉委員長には岸信介、実行委員長には三菱電機元会長の高杉晋一や日本生産性本部会長の郷司浩平らが名を連ねた。会合には船田中、増田甲子七、石原慎太郎、毛利松平、中川一郎など自民党議員、元参議院議員の松下正寿が出席し、その他にも数十人の議員が祝電を送った。石原は来賓代表として「敬愛する久保木先生…私は同志として選挙運動を助けてもらいましたが、こんなに立派な青年がいまの日本にいるのかと思った」と久保木修己を絶賛するスピーチを行った。
1977年7月、統一教会品川大田支部長の男が選挙違反の疑いで逮捕された。男は都議選・永井辰男候補の運動員だった。別の信者に指示して、品川区内の50戸に同候補の推薦文の載せたはがきを配布させ、報酬として6万円を渡した疑いだった。
1960年代から教団の「原理運動」による学生の学業放棄、家庭崩壊が社会問題化していたが、1977年の第80回国会予算委員会で日本社会党の石橋政嗣が、教団による被害を訴える団体が自民党議員に陳情しても「多くは儀礼的な挨拶だけ」であり、『自民党では、この問題はタブーです』と断られた例もあった、と報告している。

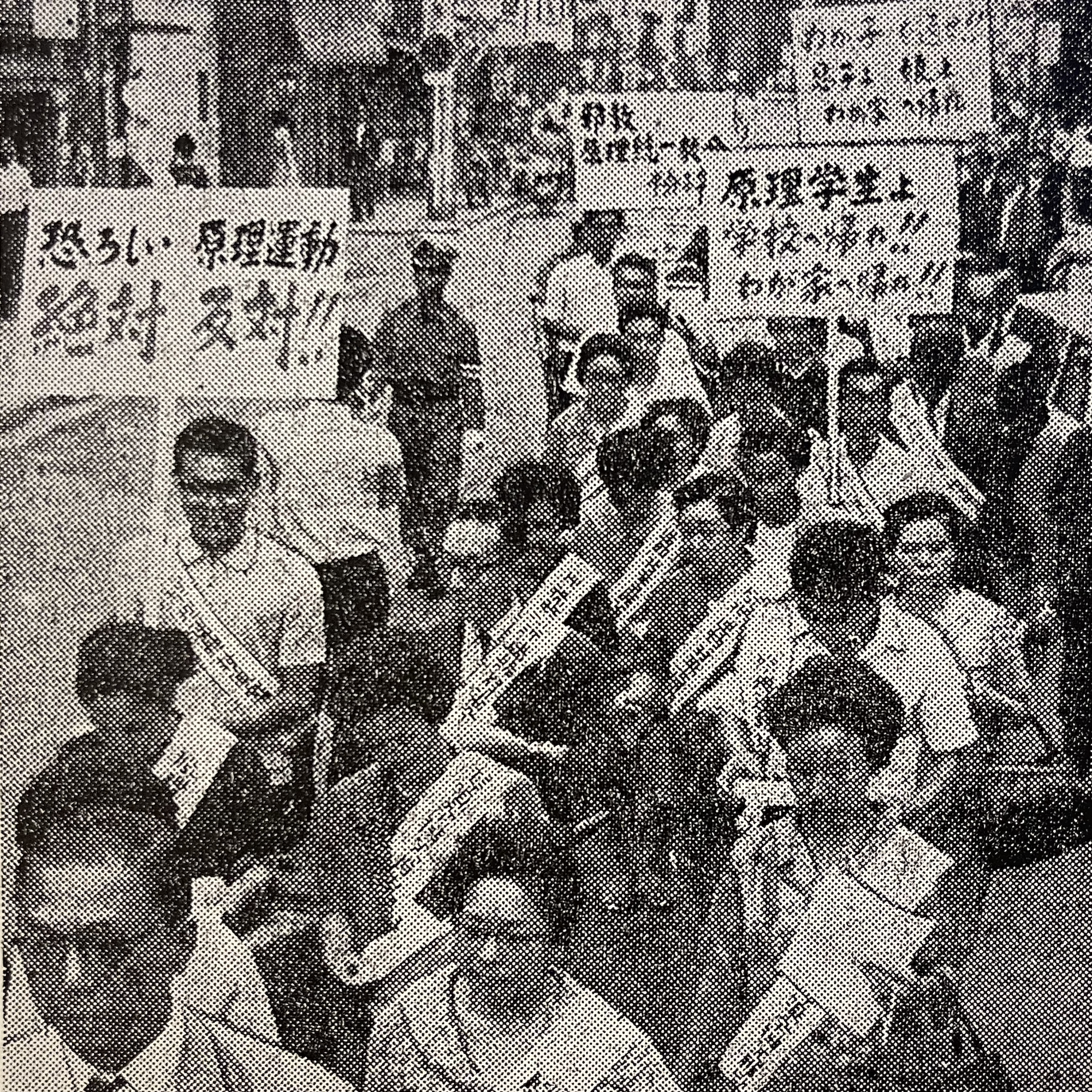
反対デモ中の被害者団体"原理運動対策全国父母の会"（1967年）

1978年4月3日の参議院予算委員会で、当時の福田赳夫内閣総理大臣は自民党と国際勝共連合が協力関係にあることを公に認めている。福田首相は「反共という点では同じ考えを持っている」「自民党が協力的関係を持っていたのは事実だ」と述べた。勝共連合から自民党へ多額の政治献金が流入していたことが当時の自治省の資料からも確認できる。1973年には4780万円、1974年には4618万円、1975年は4509万円、1976年は100万円が献金されていた。自民党の勝共連合からの借入金は1672万5千円に及んでいた。
1978年4月9日に行われた京都府知事選挙では、教団は国際勝共連合を通じて全国動員をかけて、自由民主党・新自由クラブ推薦の林田悠紀夫を支援。社共共闘が崩れたこの年の府知事選で、林田は初当選を果たした。元総理府副長官の弘津恭輔は「革新の灯台の火を消した勝共連合」と絶賛した。また、1978年の第84回国会地方行政委員会では、共産党の正森成二が、京都府知事選における勝共連合の杉村敏正陣営に対する演説妨害について報告し、公職選挙法違反に該当する可能性について言及している。

#### 1980年代
1984年6月の世界日報事件を機に教団を脱会した元世界日報記者の伊藤達夫によれば、統一教会は選挙に弱い議員を狙って接近する。教団の信者は一人でいくつもの肩書を使い分けており、政治家に接近する場合は、反共政治団体の「国際勝共連合」の名刺を渡す。教団が政治家に接近する理由は複数あり、電話掛けのために渡される名簿を持ち出して霊感商法のターゲットを洗い出すことや、議員秘書としての給与を教団に献金させること、政治家に霊感商法等の経済活動が問題化しないように働きかけるなどの各種の便宜を図ってもらうことだという。教団と近しい議員には重要な役職についているものもおり、自民党国防族の重鎮で、第1次中曽根内閣での防衛庁長官・谷川和穂は少なくとも3人の教団信者を秘書としていた。伊藤は秘書を通じて、日本の防衛政策の機密情報が第三国に流出するリスクを指摘し、政治家は自発的に関係を断つべきとの見解を示した。
同年11月26日、岸信介は、米国で脱税被疑により投獄されていた文鮮明の釈放を求める意見書をレーガン大統領（当時）に連名で送った。
1986年7月6日、衆参同日選挙（第38回衆議院議員総選挙・第14回参議院議員通常選挙）執行。文鮮明はこの二つの国政選挙に際し「日本の金で60億円以上使った」と、2年後の説教で証言している。教団は、肩入れした候補150人のうち134人を当選させた。勝共連合の機関紙は、後にその全員が教義セミナーを受講したと伝えている。
1987年の自民党総裁選では、竹下登、安倍晋太郎、宮澤喜一の3人は投票前日の10月19日に候補辞退届を提出。現職総裁の中曽根康弘が調停役として「後継指名」を引き受けることとなった。文鮮明は、岸信介の娘婿である安倍が中曽根の後継者として首相となることを強く望んでいたが、翌20日、中曽根は総理官邸で竹下を後継に指名した。この「中曽根裁定」への恨みを文は後年繰り返し語っており、1988年2月18日の説教で「中曽根の野郎は今回、裏切った。韓国の政治的な風土に大きな損失をもたらした。あいつが竹下を推していなかったら、安倍が首相になったはずだった」と述べた。
「霊感商法」と政治の関係も明らかとなっており、1987年の第109回国会法務委員会で、政治家の安藤巖は「霊感商法をやっておる「世界のしあわせ」、「世界のしあわせ北海道」、「世界のしあわせ名古屋」あるいは「世界のしあわせ九州」、「（世界のしあわせ）広島」」といった団体から自民党の保岡興治議員、桜井新議員、亀井静香議員に政治献金がなされており、政治資金報告書によると、わかっている範囲で保岡が400万円、桜井が150万円、亀井が300万円、また自民党の中村文教部会長が国際勝共連合から10万円の政治献金を受け取っていると述べている。
1987年6月24日には、霊感商法との関わりが指摘されている霊石愛好会「翡翠の会」が群馬県前橋市で開催したイベントに福田赳夫、福田宏一、中曽根康弘らの自民党議員が祝電を送っていたことが判明した。毎日新聞の取材に対し、中曽根の事務所は「国際勝共連合の支部からしつこく祝電の依頼があったため打った。別に応援する意図はない」と説明。福田の事務所も「勝共連合から"ぜひ祝電を打ってほしい"と強く頼まれた」とした。1987年8月にも、「霊感商法」の卸元の１つだった「世界のしあわせ名古屋」が自民党の小島善吉・静岡県議とともに静岡県警を訪れ、「今後、誤解を招くような商法は一切しない」との説明をしていたことがわかった。小島は「国際勝共連合に頼まれた」としている。
1988年、安倍晋太郎は「勝共連合の皆さんには、わが党同志をはじめ大変お世話になっている」「スパイ防止法制定のために積極的に取り組みたい」と発言した。教団と自民党議員の政策や主張には多くの一致点が見られる。教団系の『思想新聞』は自主憲法制定とスパイ防止法を一貫して唱えており、自主憲法制定を訴える大会の記事には、必ず岸信介が登場し「憲法改正！」「マスコミの偏向を許すな！」と叫んだ。
1989年、土木建設業の男性を、300万円の報酬で元暴力団組員に依頼し拉致・生き埋めにして殺害したとして元厚木市議の大貫晟司が不法監禁・殺人容疑で逮捕された。元市議は統一教会の2世信者で地主の父が厚木市内の広大な土地を教会に寄付したことで壮夫会長になり、教団内の地位も高いエリート信者（1965年1月時点の日大原理研委員長に「大貫晟司」の名前があるが当人であるかは不明）だった。自民党厚木市議時代に被害者の投書により不祥事が発覚して、市議辞職を余儀なくされて次回の選挙にも落選した。

#### 1990年代
教団は信者を議員秘書として派遣することが知られている。当時ジャーナリストとして活動していた有田芳生の調査によれば、1991年当時、自民党の新井将敬と東力、民社党の菅原喜重郎の公設秘書が統一教会の信者だったという。私設秘書はさらに多く、自民党の高橋一郎、伊藤公介、平沼赳夫、原健三郎、大塚雄司らの議員秘書が信者だったとされ、ある自民党大物議員も「こんなものじゃない。私設秘書だって数十人の規模でいる」と証言していたというほどだった。1990年2月の大塚の選挙活動には数十人規模の信者が関与していたとされ、カンパ、ポスター貼り、他陣営候補者のポスター破り、推薦はがきの宛名書き、演説会の案内状書き、支持依頼の電話などを熱心に行ったという。教団は京都の嵐山と神戸の須磨の関連施設を、信者を議員秘書とするための養成所とし、話し方、接待の仕方、お茶の出し方、受付や名刺交換、電話の応対の作法などを泊まりがけで叩きこんだとされる。このほかにも、勝共連合では「まず秘書として食い込み議員の秘密を握り、次に自ら議員になれ」との指示が下されているという。
1990年2月の衆院選で、渡辺美智雄の元秘書（6000双）で、霊感商法でトーカーと呼ばれる霊能師を担当していた阿部令子が旧大阪3区から立候補。阿部は選挙戦中盤で自民党の公認を受けたが、落選した。
1992年11月2日、ホテルニューオータニ大阪で、阿部を応援するイベントが開催され「（女性とは）古い古い付き合い」と公言する自民党の元参議院議員・安西愛子が司会を務めた。当時政治評論家として活動していた高市早苗も挨拶を述べ、ほかにも衆議院議員の武藤嘉文が講演した 。1993年7月の衆院選にも阿部は立候補するが落選した。
韓国の統一教会で発行された『統一世界』1990年4月号では、文鮮明本人が日本の政治に対する影響力の大きさを自慢する演説の要旨を紹介している。
1991年2月3日、山梨県知事選挙執行。金丸信をはじめ、自民・社会・公明・民社の4党が相乗りで支持した前副知事の小沢澄夫と、反金丸派の支持を受けた天野久元知事の3男の天野建の事実上の一騎打ちとなったこの選挙において、教団は金丸に近づくため、小沢陣営についた。全国で200人あまりを動員し、戸別訪問による票集めや電話かけを行ったが、小沢は天野にわずか4,780票差で敗れた。
1992年3月26日、文鮮明は特例措置で14年ぶりに日本に入国した。この来日に関し、自民党関係者との密接なつながりが見られた。文鮮明は過去に二度来日したが、出入国管理法に違反して宗教活動を行なったため、1979年・1981年・1982年にわたり、入国を三度拒否されている（米国で1984年に受けた実刑判決の影響との指摘もある）。副島嘉和によれば、1981年には教団と関連企業「ハッピーワールド」の顧問弁護士だった自民党の高村正彦と山崎武三郎に裏工作を依頼したという。表向きは当時東海大学大学院に留学中だった長男の文聖進に面会するためだったが、最終的にビザの発給は失敗した。この異例の来日が実現した背景には自民党副総裁の金丸信の働きかけがあったとされる。来日に協力した自民党代議士として、加藤武徳、中山利生、相沢英之、牧野隆守、大塚雄司、谷川和穂の名前も挙がっている。
同年3月29日、文鮮明は中曽根康弘と会談し、30日夜には「北東アジアの平和を考える国会議員の会」が主催した晩餐会で、三十一人の国会議員の前で講演を行なった。31日には金丸信と密室で会談した。金丸との会談の内容は主に北朝鮮をめぐるものだったとされ、金日成の親書を金丸側に手渡したとの噂まであった。
1993年6月の東京都議選で、立候補し落選した自民党の佐藤良平派による公選法違反（個別訪問）の捜査で、警視庁は国際勝共連合が組織的に関与したとして、渋谷区宇田川町の本部など数カ所の家宅捜索が行われた。
1998年9月22日、中村敦夫は参議院法務委員会で、国会議員に対して統一教会やその政治組織などから秘書が派遣されており、多い人は統一教会から一人の議員に、9人もの秘書がついているというようなこともあったと述べた。在任中の法務大臣であった保岡興治が政策秘書として使う信者（1800双）を秘書官に登用したことが週刊誌で報じられ 国会で追及を受けたこともある。
参議院議員だった西川きよしは自身の秘書が統一教会信者であることが発覚すると、自発的に解任している。

#### 2000年代
2002年4月、当時自民党幹事長であった山崎拓が統一教会信者の女性と不倫関係にあり、教団側に国家機密が漏れる危険性があったとされる。山崎と関係があった女性は東京の九段にあるマンションに住んでいたが、彼女は毎週末に八王子にあるアパートの１室に通っており、そこは信者が共同生活をする統一教会の関連施設そのものだったという。有田芳生はこの女性を、二十四時間教団の施設で生活する「献身者」ではなく、普段は働いて週末には施設に通い教義を学ぶ「勤労青年」と呼ばれる信者であり、この女性は自ら政治家に接近し、情報を引き出すための「特別な使命」が教団から課せられた人物であるとし、教団が北朝鮮に近い立場にあることから北朝鮮などに国家機密が流出する危険性を指摘した。また、有田によれば「女性信者が信者獲得や政界に食い込むためのハニートラップのような手段を取ることが少なくない」という。山崎は一連の不倫報道を名誉毀損とし、週刊文春に対し5000万円の損害賠償を請求する訴訟を提起したが、2003年9月、東京地裁は「記事は真実か真実と信じる相当の理由があった」と判断、山崎側の敗訴が確定した。
2006年頃に教団関連団体が作成した資料によれば、信者の議員を100人立てることが教団の目標に掲げられており、また、元総理大臣の安倍晋三を信者にすることも関連団体の講義の内容に含まれていた。
2006年9月に安倍晋三が内閣総理大臣に就任した直後の2006年10月1日付『思想新聞』の見出しには「安倍政権で新憲法制定を」と掲げられた。
2008年3月、日韓海底トンネル推進議員連盟が自民党の衛藤征士郎、民主党の鳩山由紀夫幹事長、公明党議員、社民党議員ら9人によって設立された。
2008年4月11日、朝日新聞が、碧南市長選挙に立候補予定の禰冝田政信が1982年に行われた合同結婚式の参加者であり、全国霊感商法対策弁護士連絡会が禰冝田に公開質問状を送った際、「コメントすべき事項ではない」との回答があったと報じた。にもかかわらず、同年4月20日の選挙で禰冝田は2人の元市議を破り初当選した。
同年11月、文鮮明の三男・文顕進が、教団ダミー団体の「天宙平和連合」共同会長として教団系のイベント「グローバル・ピース・フェスティバルジャパン2008」に参加するために来日。14日には、自民党の後藤田正純と会談した。そのほかにも選挙協力などを目当てに自民党議員20数名が参加したとされるが、いずれの議員も否定した。これについて有田芳生は、統一教会が霊感商法等で反社会性が問題視されていることから「出ていても、出たことは否定するでしょうね」としている。
2009年9月、衆議院選挙で民主党から出馬した萩原仁を支援した教団関係者が公職選挙法違反で逮捕された。

#### 2010年代
2010年5月、参院選に向けての山谷えり子への支援ならびに有田芳生への落選運動を通達する教団の内部文書が流出し物議を醸した。翌月には信者による有田に対する選挙妨害が行われた。
同年11月6日に国際勝共連合が新宿で行った「沖縄・尖閣諸島をまもれ!緊急国民集会」では、中国の覇権主義への抗議と尖閣漁船衝突事件での国の対応を批判し打倒民主党も呼びかけられた。
同年11月21日に行われた松戸市議会議員選挙に、北東京教区足立教会に所属する女性信者が立候補した。女性信者は候補者68人中、64番目の得票数で落選した。
2013年3月7日、統一教会系団体が靖国神社で「戦没者と東日本大震災犠牲者」の慰霊祭を行った。団体名は「宗教新聞社」および「平和大使協議会」であり、慰霊祭では靖国神社の元宮司・湯澤貞〔湯沢貞〕が「宗教新聞の立場から」と称して挨拶を行った。この慰霊祭は、統一教会が安倍政権と自民党との関係を深める狙いの行動の一つであったと鈴木エイトは見ている。神社界は創価学会とは異なり、集めることができる献金や票はごく少なかった。そこで統一教会は、表向きはNPO法人を称して神社に献金（玉串料の納入）を行い、氏子への投票依頼・改憲賛同者署名・募金活動を行うことで、神社界への影響力を高めていったという。なお、全国の神社を統括する神社本庁に総長が二人いるなど、神社界には分裂が表れている。神社本庁に詳しいジャーナリストは「神社本庁の事務局には、統一教会の隠れ信者がいると噂される。彼らの教義からすれば、サタンの宗教である神道を分裂させることは理にかなっている」と述べている。
教団による落選議員の支援指示があったことも知られている。自民党の萩生田光一は2009年の第45回衆議院議員総選挙で落選し、学校法人加計学園の運営する千葉科学大学危機管理学部で客員教授を務めていた当時、頻繁に八王子市の教団関連施設を訪れ、何度も挨拶をしたとされる。萩生田は自身を「浪人生」として「政界に戻らせてください」と言っていたとされ、実際に教団からの萩生田への支援として、信者によるビラ配りやポスターの貼り付け、電話掛けなどが行われていたという。TBSの取材に答えた信者は、「萩生田さんを政界に戻すことが、神様の計画というか使命」と教えられていたと語った。
2017年5月19日、教団系の放送局「PeaceTV」の番組内において、教団関係者が5月上旬に来日した際に自民党本部を訪問し副総裁の高村正彦、田中和徳からの歓迎を受けたこと、京王プラザホテルで開催したシンポジウムで国会議員6人が参加したこと、「日米安保の権威、安倍首相に毎日報告する政府要職者」とも会ったこと、官房長官の菅義偉が首相官邸に教団関係者を招待したことなどの活動報告がなされた。『週刊朝日』の取材に対し、高村と田中は面会した事実を認めた上で「党本部の要請」があったと証言した。菅は「ご質問中の当議員に関わる事象は、一切承知していません」と回答している。
2019年10月、愛知県の2都市（名古屋市と常滑市）でそれぞれ大規模なイベントが開催され、4日から6日にかけて韓日米の最高クラスの教団幹部と日本の政治家が交流を深めた。詳細は下記のとおり。
- 10月3日、米国の統一教会元会長でUPFインターナショナル会長のマイケル・ジェンキンスが出国[93]。
- 10月4日、天宙平和連合（UPF-Japan）は、安倍晋三首相と来日中の元米国下院議長のニュート・ギングリッチとの会談をアレンジしようとしたが[94]、この日は臨時国会の召集日に当たり、安倍は衆議院と参議院の本会議で所信表明演説を行わなければならなかった。安倍は自民党政調会長の岸田文雄に依頼し、岸田は党本部でギングリッチと30分以上にわたり会談した。会談にはジェンキンスと梶栗正義が同席し、それぞれ岸田と会話も交わし、名刺交換も行った[95][96][97][94]。
- 10月5日、天宙平和連合は、国際会議「ジャパンサミット＆リーダーシップカンファレンス」をホテルナゴヤキャッスルで開催[98][99][100][101]。韓鶴子や梶栗正義が壇上に立り、ギングリッチ、下院議員のアンディ・ビッグスが出席した[102]。細田博之、原田義昭、奥野信亮、工藤彰三、北村経夫、江島潔、島村大ら6人の国会議員と元参議院議員の伊達忠一が来賓出席し、そのうち細田、原田、北村、伊達がスピーチした[98]。分科会では、長尾敬と元衆議院議員の大泉博子がスピーチした[93]。晩餐会では元衆議院議員の大野功統が乾杯の挨拶をした[93]。山際大志郎は会議にあわせて名古屋市を訪れ、韓鶴子、梶栗正義、徳野英治らと集合写真を撮った[103][104]。
- 10月6日、「孝情文化祝福フェスティバル 名古屋4万名大会」が常滑市の愛知県国際展示場で開催された[105]。4000組8000名が韓鶴子から「既成祝福」を受け、県議会議員と市議会議員合わせて70組の中から36組72名の夫婦が代表家庭として登壇し、成婚の儀式を行った。また、70人の地方議員が教団信者となった[98]。6日の集会には、工藤彰三、池田佳隆、鈴木克昌、東郷哲也らが来賓出席した[98]。

#### 2020年 - 2022年6月
2020年10月の富山県知事選で新田八朗は教団から組織な支援を受けた。この選挙では、当初は対立候補の石井隆一の優勢が伝えられていたが、教団の元広報局長で関連団体・世界平和連合の県本部事務局長の鴨野守が主導して後援会の名簿集めを行い、戸別訪問を行った。新田は世界平和連合の名古屋支部長とも面談を行い、滑川市と富山市で合わせて3回も信者らを前に演説した。その後、逆転勝利を収めた選挙事務所の会場には鴨野の姿があった。また、鴨野は2021年4月の富山市長選にも関与しており、2021年7月の高岡市長選でも角田悠紀とグータッチする姿が捉えられていた。
2021年の衆院選では、教団の関連団体が自民党の複数の議員との間で電話掛けなどの選挙支援と引き換えに、憲法改正などへの賛同を求める事実上の「政策協定」を結んでいた。推薦確認書では、憲法改正や、家庭教育支援法・青少年健全育成基本法の制定、LGBT問題・同性婚合法化への慎重な姿勢、日韓トンネル推進、関連団体の平和大使協議会および世界平和議員連合への入会などの条件が記されていた。
RKB毎日放送が入手した教団による地元国会議員への選挙支援についての映像では、福岡県久留米市の教団関連施設で教団の渉外部長が、2021年の衆院選・福岡5区で立憲民主党の堤かなめに敗れた自民党の原田義昭の選挙運動を報告する内容が映されていた。映像では「ここに鳩山二郎先生を迎えて、勝利の報告をしてもらう。また藤丸先生も、（大牟田市の）桑原市議からもうすでにきのう『なんとか藤丸さんを教会に連れて行きます』と約束していただいております」と藤丸敏などの複数の自民党議員の名前が挙がり、教団関係者が選挙運動で得た約6000人分の名簿を今後の信者獲得につなげていくとの趣旨の発言をした。
2022年4月、自民党所属の岡山県議・福島恭子が教団系の『世界日報』のインタビューで、自身が素案の作成から成立まで中心的に関わってきた「家庭教育応援条例」について、その狙いについて話した。条例にもある「子供の教育についての、保護者の第一義的責任」を重ねて主張した。また、憲法に「家族条項」がないことについての懸念を述べた。

#### 2022年7月以降
同年7月の参議院選に際し、自民党所属の参議院議員である青山繁晴は、別の所属議員から「派閥の長」から「旧統一教会の選挙の支援を受けるように」と指示され、断ったことを明かされた。その事実関係を「派閥の長」に問いただしたところ、「派閥の長」は「各業界団体の票だけでは足りない議員については、旧統一教会が認めてくれれば、その票を割り振ることがある」と回答したとされる。
同年7月6日、第1次安倍内閣で秘書官を務めた井上義行はさいたま市文化センターで開催された「神日本第1地区 責任者出発式」に参加。同出発式で神日本大陸会長の方相逸は「井上先生は、もうすでに食口（シック）になりました、私は大好きになりました」と演説した。安倍晋三はこの年の参院選比例区において、教団の組織票を井上に割り振ったとされる。
同年7月7日、自民党は、安倍の翌8日の遊説先を長野県から奈良県に急遽変更した。ジャーナリストの岩田明子の語るところによれば、同日夜、安倍は岩田の携帯電話に2度電話し、翌日の日程が長野から奈良に変わったことを告げた。「22時27分」着信の通話では、岩田は、井上義行と統一教会の関連性について、安倍に真偽を確認した。岩田によれば、安倍は事実だと認めつつ「大丈夫だから、その件は」と話したがらない様子を示したという。
同年7月8日、安倍は奈良市在住の男に大和西大寺駅北口付近で銃撃され死亡。
同年7月29日、福田赳夫の孫で衆議院議員の福田達夫は、自民党の議員が統一教会から支援を受けていることについて、「何が問題なのか僕はよく分かんないです」「お相手の方もだいぶご迷惑なのかなと正直思っております」と述べ、教団の活動をかばった。
同年8月にTBSが教団との関係について、全国会議員に「旧統一教会の関連イベントに出席したり祝電を送ったりしたことがあるか」と調査を行った結果、「ある」と答えたのは、自民党が60人、日本維新の会が9人、立憲民主党が5人、公明党が1人、参政党が1人だった。選挙支援を受けたことが「ある」と答えたのは、自民党が14人だった。政治献金を受けたのは自民党議員4人と国民民主党の玉木雄一郎だった（全国会議員中、回答率は76%）。
同年8月2日、自民党の茂木敏充幹事長は記者会見し、「自民党は旧統一教会との組織的な関係は一切ない。旧統一教会だけでなく、それに関連する団体とも関係は持っていない」「個々人の活動は、それぞれの議員が適切に説明を行っていくべきだと考える」と述べた。
同年8月13日配信の西日本新聞の記事において、元衆議院議員の原田義昭は教団から選挙支援を受けていたことを明らかにし、「宗教組織はある程度まとまった数がいるから、本当にありがたい。旧統一教会は自民党の思想にも近い」と感謝の気持ちをあらわした。
同年9月7日、「世界日報」は沖縄県知事選挙の記事を報道。現職候補の玉城デニーを批判。「佐喜真陣営 振興予算減額に危機感」と見出しに掲げ、自民党衆議院議員の政策報告会で佐喜眞淳が述べた沖縄振興予算に関する発言を紹介するなど、自民・公明推薦の佐喜眞への支持を鮮明にした。
同年11月26日、『月刊Hanada』2023年1月号（飛鳥新社）が発売。教団信者の徳島市議会議員の美馬秀夫と、同じく信者でいわき市議会議員の小野潤三は同号で「メディアリンチと民主主義の危機」と題する対談を行った。
2023年12月18日、世界日報の公式サイトは「政界一喝」と題する連載コラムを更新。政治資金パーティー収入の裏金問題を取り上げ、「安倍派報道の屈辱に負けるな」と見出しに掲げた。安倍派所属の閣僚4人、副大臣5人は岸田文雄首相によって12月14日に事実上更迭されるが、世界日報編集部は「安倍派の99人は無論、政治資金不記載問題を厳に戒め、改めなければならないが、安倍元首相と安倍派の名誉にかけて、その遺志を受け継ぐ有志らによって再起し、日本国のために立ち上がらなければならない」と綴り、安倍派所属の国会議員を激励した。
2024年9月17日、朝日新聞は、安倍元首相が2013年の参院選公示4日前に日本統一教会会長の徳野英治、全国祝福家庭総連合会総会長の宋龍天、国際勝共連合会長の太田洪量、萩生田光一、実弟の岸信夫、国際勝共連合の幹部2人と自民党本部で面談し、比例候補の北村経夫の支援を教団側に依頼したとスクープ。それとともに、安倍ら8人が並んだ記念写真を朝刊に掲載した。
同日、自民党総裁選（9月12日告示、同月27日執行）の候補者である高市早苗、小林鷹之、林芳正、小泉進次郎、上川陽子、加藤勝信、河野太郎、石破茂、茂木敏充の9人はTBSの報道番組「news23」に出演し、テレビ討論を行った。小川彩佳キャスターは朝日の記事に触れ、「こうした新しい報道が出る中で、ご自身が総裁になった場合に、教団との関係について何らかの再調査を行う、という方がいらしたら、挙手をお願いします」と求めた。9人全員が手を挙げなかった。沈黙が流れ、小川は再度「再調査を行うという方は」と質問したが、結果は同じだった。
同年9月27日、自民党総裁選挙執行。日本会議の支援、終盤における麻生太郎と安倍派の参議院議員グループ「清風会」（約40人）元会長の世耕弘成の集票活動などを受けて、高市が1回目の投票で得票数1位を獲得。決選投票へ進むも石破茂に敗れた。高市を応援していた世界日報は翌日の社説で「懸念されるのは、安倍政権時代に築いた『強い自民党』のエネルギー源となった保守岩盤層を取り戻せるのかだ」と述べた。

### 安倍晋三

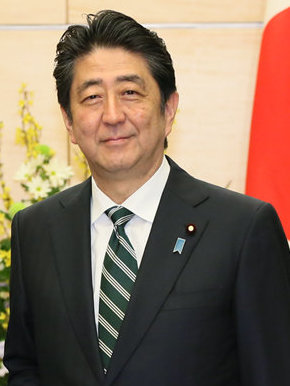
安倍晋三

安倍晋三と教団の関係は、祖父の岸信介、父親の安倍晋太郎の親子三代にわたるものである。2022年7月8日に発生した安倍晋三銃撃事件後の同年7月19日、統一教会元会長郭錠煥は記者会見にて、「文鮮明総裁は岸信介元首相と近かった。安倍晋太郎元外相とも近かったと承知している」と指摘した。また、安倍が説いていた国家像である「美しい国」と、日本統一教会の初代会長であり、国際勝共連合の日本初代会長でもある久保木修己の遺稿集『美しい国 日本の使命』のタイトルとの共通点が指摘されている。
英「フィナンシャル・タイムズ」紙もその関係を「近すぎる距離」とし、「祖父・岸信介の時代から、日本の支配者層とメディアが見て見ぬふりをしてきた公然の秘密」と指摘している。週刊朝日の報道によれば、統一教会の日本での拡大には、笹川良一や児玉誉士夫らのフィクサーと岸信介の尽力が大きかったとしており、父親の安倍晋太郎も「勝共推進議員連盟」に参加していたとされる。文鮮明が、アメリカのCIAが創設に深く関与した大韓民国中央情報部の支援のもとにアジアの反共団体の結成に動き、笹川が勝共連合の名誉会長に就任すると、協力関係にあった岸も教団に接近。日本本部は岸がかつて所有していた土地に置かれ、教団は様々な訴追を受けずに済んだ。さらに、教団関係者は自民党の内部にも浸透した。カーター政権下の1977年のFBIによるレポートなどによると、上記の3者が文鮮明の強大な支援者となり、また文鮮明は日本政府上層部との繋がりを保っていたとしている。ジェフリー・ジェムズ・ホールはFTなどの取材に対し、反共産主義活動により自民党の有力な支持団体になった統一教会は、のちに安倍晋三の派閥になる岸の派閥を冷戦期に支持していたとしている。
元公安調査庁幹部の菅沼光弘は、高橋浩祐の取材に対し、安倍晋太郎が外相だった時に訪米したときに、アメリカ政界の有力者と晋太郎をつなげたのは統一教会だったと話した。
週刊文春が紹介する統一教会関係者の証言では、1980年代以降に教団の違法な霊感商法が社会問題化した後も、別名称の「ダミー団体」を次々作ることで、政治家との接点を持っていたとしており、その内の一人が安倍晋三であったとしている。
また、文鮮明が設立した米ワシントン・タイムズ紙2011年5月10日付に掲載された意見広告に妻と共に署名。2010年2月と2012年7月には幹部信者（12双）が代表を務めるシンクタンク「世界戦略総合研究所」で講演。さらに、『FLASH』誌などは父親の金脈、人脈を継いだため教団とは切るに切れない事情があると報じており、教団内では「安倍先生なくしてみ旨は成就できない」と伝えられる。
2006年6月、ジャーナリストの有田芳生は、『週刊朝日』において、安倍と教会の"祖父の代から脈々と続く関係"について「私は以前、安倍さんから統一教会と北朝鮮の関係について聞かれたことがある。そのときは『統一教会が接近してきている。会おうと言われているが断っている』と言っていました。安倍さんは北朝鮮に対して強硬な立場で総裁選も近いということから考えると、少なくとも本人の意思では（前述の祝電を）送っていないとは思います」とコメントしていたが、その後長期安定政権樹立を目指していた安倍は、2013年頃から教団の持つ組織票と無尽蔵の人員を目当てに、一時は距離を置いていた教団に一転して再接近したとされる。宗教ジャーナリストの鈴木エイトは、安倍晋三と統一教会の関係について、「癒着」との表現を用いて極めて密接であったとしている。有田は2022年7月の時点では、「岸信介氏、安倍晋太郎氏、安倍晋三氏は三代続けて、統一教会を日本社会に深く浸透させる政治的に重要な役割を果たした」と評価している。
霊感商法の被害者支援を行う弁護士の集まり「全国霊感商法対策弁護士連絡会」が一貫して名称変更反対の申し入れを文化庁に行ってきた中でも、2015年に教団の「世界平和統一家庭連合」（家庭連合）への名称変更が許可された背景に、安倍の関与があったとされる。なお、名称変更当時の文部科学大臣であり、安倍とも親しかった下村博文に対し、教団関係者が陳情したり、政治資金パーティのパーティ券を購入したりしていたことが、『文春オンライン』によって報じられている。ほかにも安保法制の改定時期に「安倍政権を支えよう！」と街頭で安倍政権支持デモを繰り返すなど活発に活動した大学生集団「勝共UNITE」のバックには教団系の国際勝共連合があり。この集団は教団の二世信者により結成されたものだったと伝えられる。
2010年8月3日、梶栗正義、小山田秀生は安倍の国会事務所を訪れた。梶栗正義と安倍はこのとき初めて会った。
2011年12月2日、安倍は、日本統一教会の元会長の大塚克己の長男の大塚洪孝と自民党本部で面会。面会後、大塚洪孝は、かつて韓国にともに留学した男性信者に「自民党が政権に復帰し、安倍元首相が返り咲けば、もっと教会と自民党の関係は深くなり、選挙など支援に力が入る」と語った
安倍は首相在任時に計6回、国際勝共連合の機関誌「世界思想」の表紙を飾った。表紙になったのは2013年3月号、2013年9月号、2015年2月号、2016年9月号、2017年12月号、2018年6月号である。2013年9月号では「安倍政権の救国ロードマップ」という特集が組まれた。
2013年から2016年にかけて、安倍政権下で開催された桜を見る会において、教団関係者が招待されていたとされる。
2013年6月30日、安倍は自民党本部の総裁応接室で、日本統一教会会長の徳野英治、全国祝福家庭総連合会総会長の宋龍天、国際勝共連合会長の太田洪量と面談した。面談には、萩生田光一、安倍の実弟の岸信夫、国際勝共連合副会長の渡邊芳雄、同団体幹部が同席した。安倍は、4日後に公示を控えた参院選に比例区から立候補する北村経夫の当落予想について徳野、太田らと協議し、徳野に北村の支援を直接依頼した。出席者のあいだで、教団側が全国組織を生かして北村の票の積み上げをすることが確認された。7月1日に日本経済新聞が配信した「30日の首相動静」には「13時9分 萩生田副幹事長、岸信夫衆院議員」とあるのみだった。2024年9月17日付の朝日新聞が安倍ら8人が並んだ記念写真を公表するまで、教団トップの徳野、宋、太田がその場にいたことは伏せられていた。
同年7月21日、参議院議員選挙の投開票が行われた。北村は知名度も低く「当選には程遠い」と言われていたが、自民党が比例代表で獲得した18議席中、15位で初当選した。安倍が北村の支援を統一教会のトップに直接依頼したことで、関連団体の世界平和連合の支援も受けた。鈴木エイトの調査によれば、北村の後援会名簿には国際勝共連合・世界平和連合の幹部の名があり、北村の選挙事務所には世界平和連合の女性スタッフが事務員として派遣されていたという。教団による組織票は約8万票であり、北村の総得票数142613票の大半を占めていたとされる。
2016年6月、安倍は、日本統一教会会長の徳野英治と全国祝福家庭総連合会総会長の宋龍天の妻の李海玉を首相官邸に招待した。
同年7月の参議院議員選挙において、伊達忠一は安倍に対し、伊達と同じ臨床検査技師出身で清和会に所属する宮島喜文に教団の組織票を回すよう依頼した。安倍はこれを了承し、公示の直前、伊達は宮島に「世界平和連合」の支援を取り付けたことを告げた。この結果、宮島は自民党が比例で獲得した19議席中、17位で初当選を果たした。
同年11月17日、安倍は、大統領選当選直後のドナルド・トランプとニューヨークで会談した。この異例の会談が実現した背景に、教団の仲介があったとされている。「新潮45」の報道によれば、側近から提案を受けた安倍は教団系の国際勝共連合のメンバーに連絡すると、そのメンバーは教祖・文鮮明の妻でUPF総裁の韓鶴子に電話を入れた。韓鶴子はトランプの娘のイヴァンカ・トランプの夫、ジャレッド・クシュナーに連絡し、ペルーで開かれるAPEC（アジア太平洋経済協力会議）首脳会談前の17日にトランプとの会談が実現したとされる。
2021年9月12日(日本時間)に開催された天宙平和連合（UPF）主催のイベント『THINK TANK 2022 希望前進大会』に、安倍は、UPFインターナショナルとワシントン・タイムズからの依頼に応じる形でビデオメッセージを寄せた。このビデオメッセージについて、全国霊感商法対策弁護士連絡会は同年9月17日、安倍に対し公開抗議文を送付した。
ワシントン・ポスト紙（米国ワシントンD.C.におけるクオリティペーパー。旧統一教会がオーナーを務めるワシントン・タイムズ紙は全く別の新聞である。）の記事によれば、統一教会と関連団体は、世界のリーダーやセレブリティ、高名な聖職者に対し、高額の謝礼を支払って講演を依頼しており、統一教会の名を世に知らしめるのが目的としている。H.W.ブッシュ元大統領以外にも、フォード元大統領、俳優のビル・コスビー、旧ソビエトのゴルバチョフ元大統領などの名前も挙がっているという（プーチン政権以降、統一教会はロシア国内では対テロ法により事実上活動が不可能となっている）。1960年代から1970年代にかけてアメリカ統一教会の政治部門の元幹部であったアレン・ウッドによれば、1回の謝礼が100万ドルであったこともあるという。ワシントン・ポスト紙のマーク・フィッシャーの署名記事によれば、安倍も他の多くの世界的指導者と同様に、旧統一教会関連のイベントに登壇し、講演料を得ていたとする。安倍元首相は、ドナルド・トランプ前大統領を含む他の多くの世界の指導者と同様に、統一教会関連のイベントに報酬を受けて講演者として登場し、最近では、2021年9月の番組でビデオリンクを通じて講演したという。この安倍の天宙平和連合（UPF）主催のイベントへのビデオメッセージについては、トランプからUPFにビデオメッセージが寄せられたことが他ならない機縁になったと、UPF、国際勝共連合、世界平和連合3団体の会長を務める梶栗正義はしている。他に日本の元首相３人に依頼をしたものの、例えば名前を利用しようとするものとして断られ、安倍のみが依頼に応じたという。
弁護士の山口広は「安倍政権になってから、若手の政治家が統一教会のイベントに平気で出席するようになった。それまでは、政治家が参加しても名前は出さないとか、統一教会側も名前を伏せて『衆議院議員が参加してコメントした』と言っていた。安倍さんには、統一教会と仲良くすることに開き直るというか、顕著なものがあり、憂慮していた」と発言している。また、「全国霊感商法対策弁護士連絡会」の弁護団は、第1次安倍政権終了後の2007年頃から、教団に関連した違法行為の刑事事件化が相次いでいた一方で、2012年の第2次安倍政権発足後に再び刑事事件化することは少なくなったことを指摘した上で、教団に対する警察捜査に政治が圧力をかけていた可能性に言及した。なお、銃撃事件直後、「（容疑者は）安倍元首相が某団体と関係があるものと思って」と発表すれば、十分にその意味が正しく伝わるにもかかわらず、奈良県警からは「安倍元首相が某団体と関係があるものと思いこんで」と、ことさら関係者らに忖度した、誤解を招くような表現内容で、事件の公式発表が行われている。結局、この発表内容は、後になって判明した事実とは全く食い違うものとなっている。
2022年7月8日11時31分、教団信者を母親にもつ41歳の男が大和西大寺駅北口付近で安倍を銃撃し、現行犯で逮捕された。同日12時過ぎ、奈良西警察署で弁解録取書が作成された。男は聴取を担当した同署巡査部長に「安倍元首相ではなく、統一教会のトップ、韓鶴子総裁を撃ちたかったが、コロナで日本に来ないので、統一教会と深い関わりのある安倍元首相を撃った」と述べた。さらにこの日の夕方までの取り調べで「もともと統一教会を日本に引き込んだのは、岸信介元首相だ。ただ、すでに死んでいるので、その孫の安倍元首相を狙った」と供述した。
同年7月11日、日本での会長である田中富広は一連の報道を受けて記者会見をおこない、犯人の母親が信者であることを認めると共に、安倍との関連性については「友好団体（UPF）が主催する行事にメッセージが送られてきたことがあり、『世界平和運動』に関しては賛意を示してくれた」としつつ、「会員や顧問になったことはない」との見解を示した。この会見について、霊感商法などの宗教問題を専門とする弁護士の紀藤正樹は、「UPFと統一教会はいわば一体の組織であって、友好団体という言い方は極めてミスリード」と述べ、「多くの信者は区別がつかない」として、田中の見解を完全に否定した。2009年以降は教団にまつわる献金トラブルがないとの説明も、裁判の判決文を見せた上で「これは平成25年（2013年）とか27年（2015年）とか、その頃の事件の判決です。その頃でもまだ高額献金をやってた」と完全に否定する見解を示した。全国霊感商法対策弁護士連絡会も、2009年から2020年にかけて献金を含む被害を年に61件から1113件を確認しているという。2021年は47件で、被害総額は3億3153万507円という。
同年7月15日、岩手県の達増拓也知事は記者会見にて安倍の銃撃事件に関連し、「世界平和統一家庭連合（旧統一教会）とその関連団体が自民党と結び付いていたことが明らかになった」と批判。達増は「自民党や所属議員が団体から選挙で支援を受けている」と指摘すると共に、「政策が極端な特定の宗教団体と関連グループが法外な寄付金を集め、選挙結果や政府の政策に影響を与えている」とし、「そういう団体と深く結び付いている自民党を有権者は支持し続けてくれるのか」と自民党の姿勢を疑問視した。
統一教会への潜入調査を行った経験を持つ中川晴久は、事件の背景には統一協会への接近について問題意識のない政治家たちへの被害者たちの憤りがあるとしながらも、統一教会と直接関係を持つのは選挙地盤が弱い小物の政治家にすぎないとしている。しかし、自民党の元参議院議員・伊達忠一は、2016年の参議院選挙で、当時党総裁で首相であった安倍晋三により、直接的な教団組織票の割り振りがあったと証言している。この証言について、北海道大学大学院教授の櫻井義秀は「自民党が組織的に旧統一教会とやはり関わりを持っていたのかということがだんだん明らかになってきた」と述べている。
同年7月17日、安倍晋三銃撃事件の実行犯の男が、事件以前に「憎むのは統一教会だけだ」「オレが14歳の時、家族は破綻を迎えた」「統一教会の本分は、家族から巻き上げさせたアガリを全て上納させることだ」「統一教会は全世界の敵」などと教団への恨みを2019年からツイッターに投稿していたとみられることが判明した。また、事件の直前に米本和広宛てに、銃撃を示唆する手紙を送付していたことが判明した。この手紙の中では、「本来の敵ではない」「あくまでも現実世界で最も影響力のある統一教会シンパの一人に過ぎない」「オレが憎むのは統一教会だけだ。結果的に安倍政権に何があってもオレの知ったことではない」「安倍政権の功を認識できないのは致命的な歪み」と安倍を評価している。
同年8月12日、教団は、文鮮明の死後10年にあわせて、ソウルで国際会議を開催。トランプ前政権で国務長官を務めたマイク・ポンペオやカナダのスティーヴン・ハーパー前首相など各国の閣僚経験者が出席した。会合の冒頭、檀上のスクリーンに安倍の顔が映し出され、教団幹部が促す形で、参加者は安倍の死を悼んだ。トランプ前米国大統領は10分にわたるビデオメッセージを送り、「安倍元首相は良き友人であり、偉大な人物であった。人々は彼を懐かしむだろう。深い哀悼の意を表する」と述べた。会議の途中、安倍を追悼するセレモニーも行われた。
同年9月7日、教団は、韓国の新聞13紙に「声明文」と題した全面広告を掲載。「不意の逝去を迎えた安倍晋三元首相に対して深い哀悼の意を表します」「安倍元首相の崇高なる犠牲を家庭連合は絶対に忘れません」と述べ、改めて安倍の死を悼んだ。
2024年7月13日、国際勝共連合は千代田区で集会を開き、参加者は安倍晋三銃撃事件発生2年を受けて黙とうした。会長の梶栗正義は講演で「今の日本の最大の国難は、安倍氏がいないことかもしれない」と述べた。

### 教団と関係のある政治家一覧
以下は教団ならび教団関連団体と関係のある政治家の一覧である。背景色が桃色の人物は信者または元信者。
北海道
|            | 統一教会 | 天宙平和連合 | 平和大使協議会 | 世界平和連合 | 世界平和女性連合 | 世界日報 | その他 | 【出典】                |
| ---------- | -------- | ------------ | -------------- | ------------ | ---------------- | -------- | ------ | ----------------------- |
| 伊達忠一   | ○        | ○            |                | ○            |                  |          |        | [ 116 ] [ 101 ]         |
| 中川郁子   |          |              | ○              | ○            |                  |          | ○      | [ 224 ] [ 225 ]         |
| 伊東良孝   | ○        | ○            |                |              |                  |          | ○      | [ 226 ] [ 227 ] [ 228 ] |
| 東国幹     | ○        |              |                | ○            |                  |          | ○      | [ 229 ] [ 230 ] [ 231 ] |
| 中村裕之   | ○        |              |                |              |                  |          |        | [ 232 ] [ 226 ]         |
| 高木宏壽   |          |              | ○              | ○            |                  |          | ○      | [ 233 ] [ 224 ]         |
| 鳩山由紀夫 | ○        |              |                | ○            |                  |          |        | [ 234 ] [ 235 ] [ 236 ] |
| 松木謙公   |          |              |                |              | ○                |          |        | [ 237 ]                 |
| 今津寛介   | ○        |              |                |              |                  |          | ○      | [ 238 ]                 |
| 蝦名大也   | ○        | ○            |                |              |                  |          |        | [ 239 ] [ 240 ]         |
| 米沢則寿   |          |              |                |              |                  |          | ○      |                         |
| 清水誠一   | ○        | ○            |                |              |                  |          | ○      | [ 241 ] [ 242 ]         |
| 船橋利光   | ○        |              |                |              |                  |          |        | [ 243 ]                 |
| 岩本剛人   | ○        |              |                |              |                  |          |        | [ 244 ]                 |
| 長谷川岳   |          |              |                |              |                  | ○        | ○      | [ 245 ] [ 246 ]         |
| 蝦名信幸   | ○        |              |                |              |                  |          |        | [ 注 7 ]                |
| 蝦名安信   | ○        |              |                |              |                  |          |        | [ 注 8 ]                |
| 草島守之   | ○        |              |                |              |                  |          |        | [ 注 9 ]                |

東北地方
|            | 統一教会 | 天宙平和連合 | 平和大使協議会 | 世界平和連合 | 世界平和女性連合 | 世界日報 | その他 | 【出典】                |
| ---------- | -------- | ------------ | -------------- | ------------ | ---------------- | -------- | ------ | ----------------------- |
| 土井亨     | ○        | ○            |                |              |                  |          | ○      | [ 249 ] [ 250 ] [ 251 ] |
| 秋葉賢也   |          |              | ○              | ○            |                  |          |        | [ 252 ] [ 253 ]         |
| 御法川信英 |          |              |                |              |                  |          | ○      | [ 254 ] [ 226 ]         |
| 森まさこ   | ○        |              |                |              | ○                |          |        | [ 255 ] [ 256 ]         |
| 上杉謙太郎 | ○        |              |                |              |                  |          |        | [ 255 ]                 |
| 木村次郎   |          |              |                |              | ○                |          |        | [ 257 ]                 |
| 西村明宏   |          |              |                |              |                  |          | ○      | [ 258 ]                 |
| 菅原喜重郎 |          |              |                |              |                  |          | ○      | [ 注 10 ]               |
| 玉澤徳一郎 |          |              |                |              |                  |          | ○      | [ 261 ] [ 262 ]         |
| 安住淳     |          |              |                |              |                  | ○        |        | [ 237 ]                 |
| 佐藤剛男   |          | ○            |                |              |                  |          |        | [ 263 ]                 |
| 内堀雅雄   | ○        |              |                |              |                  |          |        | [ 264 ]                 |
| 木幡浩     | ○        |              |                |              |                  |          |        | [ 265 ]                 |
| 内田広之   | ○        |              |                |              |                  |          |        | [ 266 ]                 |
| 佐藤孝弘   | ○        | ○            |                |              |                  |          |        | [ 267 ]                 |
| 深谷晃祐   |          | ○            | ○              |              |                  |          | ○      | [ 268 ]                 |
| 若生裕俊   |          |              |                |              |                  | ○        |        | [ 269 ]                 |
| 伊藤康志   |          |              |                |              |                  | ○        |        | [ 270 ]                 |
| 小野潤三   | ○        |              |                |              |                  |          |        | [ 注 11 ]               |

東京都
|            | 統一教会 | 天宙平和連合 | 平和大使協議会 | 世界平和連合 | 世界平和女性連合 | 世界日報 | その他 | 【出典】                |
| ---------- | -------- | ------------ | -------------- | ------------ | ---------------- | -------- | ------ | ----------------------- |
| 下村博文   | ○        |              | ○              | ○            | ○                | ○        | ○      | [ 273 ] [ 274 ] [ 275 ] |
| 萩生田光一 | ○        |              | ○              |              | ○                |          |        | [ 273 ] [ 276 ]         |
| 井上信治   |          |              |                |              | ○                |          |        | [ 273 ]                 |
| 平沢勝栄   |          |              |                |              | ○                |          |        | [ 277 ]                 |
| 木原誠二   |          |              |                |              |                  |          | ○      | [ 278 ]                 |
| 三ッ林裕巳 | ○        |              |                |              |                  |          |        | [ 279 ]                 |
| 小田原潔   |          |              |                |              | ○                |          | ○      | [ 280 ]                 |
| 松下正寿   | ○        |              |                |              |                  |          | ○      | [ 281 ]                 |
| 菅原一秀   |          |              |                |              | ○                |          | ○      | [ 282 ] [ 283 ]         |
| 中川雅治   | ○        |              |                |              |                  |          | ○      | [ 284 ]                 |
| 池澤隆史   | ○        |              |                |              |                  |          |        |                         |
| 石原慎太郎 | ○        |              |                |              |                  |          |        | [ 16 ] [ 32 ]           |

関東地方（東京都を除く）
|            | 統一教会 | 天宙平和連合 | 平和大使協議会 | 世界平和連合 | 世界平和女性連合 | 世界日報 | その他 | 【出典】                |
| ---------- | -------- | ------------ | -------------- | ------------ | ---------------- | -------- | ------ | ----------------------- |
| 船田元     |          | ○            |                |              |                  |          | ○      | [ 273 ] [ 285 ] [ 286 ] |
| 渡辺美智雄 | ○        |              |                |              |                  |          |        | [ 注 12 ]               |
| 福田昭夫   |          |              |                |              |                  | ○        |        | [ 237 ]                 |
| 福田赳夫   | ○        |              |                |              |                  |          |        | [ 注 13 ]               |
| 中曽根康弘 | ○        |              |                |              |                  |          |        | [ 289 ] [ 290 ]         |
| 上野通子   |          |              |                |              | ○                |          | ○      | [ 291 ] [ 292 ]         |
| 井野俊郎   | ○        |              |                |              |                  |          |        | [ 293 ] [ 294 ]         |
| 高橋克法   |          |              |                | ○            |                  |          | ○      | [ 295 ] [ 296 ]         |
| 葉梨康弘   |          |              |                |              |                  | ○        |        | [ 297 ]                 |
| 松本文明   |          |              |                |              |                  |          | ○      | [ 226 ]                 |
| 猪口邦子   |          |              |                |              | ○                |          | ○      | [ 298 ] [ 299 ]         |
| 島村大     | ○        | ○            |                |              |                  |          |        | [ 300 ] [ 101 ]         |
| 豊田俊郎   | ○        |              |                |              |                  |          |        | [ 301 ]                 |
| 神山佐市   | ○        |              |                |              |                  |          | ○      | [ 279 ] [ 226 ]         |
| 田嶋要     |          |              |                |              | ○                |          |        | [ 237 ]                 |
| 枝野幸男   |          |              |                |              |                  | ○        |        | [ 237 ]                 |
| 森田俊和   |          |              |                |              |                  |          | ○      | [ 237 ]                 |
| 小宮山泰子 |          |              |                |              |                  |          | ○      | [ 237 ]                 |
| 菅義偉     | ○        |              |                |              |                  |          |        | [ 注 14 ]               |
| 山本朋広   | ○        | ○            | ○              |              |                  |          | ○      | [ 254 ] [ 101 ]         |
| 田中和徳   | ○        |              |                |              |                  | ○        |        | [ 273 ] [ 302 ]         |
| 山際大志郎 | ○        | ○            | ○              | ○            |                  |          | ○      | [ 303 ] [ 304 ] [ 305 ] |
| 星野剛士   | ○        |              |                |              |                  |          | ○      | [ 306 ]                 |
| 義家弘介   |          |              |                |              |                  |          | ○      | [ 307 ]                 |
| 河野太郎   |          |              |                |              |                  |          | ○      | [ 261 ] [ 262 ]         |
| 川島正次郎 |          |              |                |              |                  |          | ○      | [ 308 ]                 |
| 小林温     |          | ○            |                |              |                  |          |        | [ 309 ]                 |
| 笠浩史     |          |              |                |              |                  |          | ○      | [ 237 ]                 |
| 大泉博子   |          | ○            |                |              |                  |          | ○      | [ 93 ] [ 310 ]          |
| 本村賢太郎 | ○        |              |                |              |                  |          |        | [ 279 ]                 |
| 藤本正人   |          | ○            |                |              |                  |          |        | [ 311 ]                 |
| 西田三十五 | ○        | ○            |                |              |                  |          |        | [ 312 ] [ 313 ]         |
| 守屋輝彦   | ○        | ○            |                |              |                  |          |        | [ 314 ]                 |
| 小林鷹之   |          | ○            | ○              |              |                  | ○        |        | [ 315 ] [ 316 ] [ 317 ] |

中部地方
|            | 統一教会 | 天宙平和連合 | 平和大使協議会 | 世界平和連合 | 世界平和女性連合 | 世界日報 | その他 | 【出典】                  |
| ---------- | -------- | ------------ | -------------- | ------------ | ---------------- | -------- | ------ | ------------------------- |
| 高鳥修一   |          |              | ○              |              |                  |          | ○      | [ 318 ] [ 319 ]           |
| 斎藤洋明   |          |              |                |              |                  |          | ○      | [ 226 ]                   |
| 中原八一   |          |              |                |              |                  |          | ○      | [ 320 ]                   |
| 田畑裕明   | ○        |              | ○              | ○            | ○                |          | ○      | [ 321 ] [ 226 ] [ 322 ]   |
| 野上浩太郎 | ○        | ○            |                |              |                  |          |        | [ 323 ]                   |
| 務台俊介   |          | ○            |                |              |                  |          |        | [ 324 ]                   |
| 井出庸生   |          |              | ○              |              |                  |          | ○      | [ 325 ]                   |
| 小坂憲次   |          | ○            |                |              |                  |          |        | [ 309 ]                   |
| 長勢甚遠   | ○        | ○            |                |              |                  |          |        | [ 323 ] [ 309 ]           |
| 新田八朗   | ○        | ○            |                | ○            |                  |          |        | [ 326 ] [ 327 ] [ 328 ]   |
| 藤井裕久   | ○        | ○            |                |              |                  | ○        |        | [ 329 ] [ 330 ]           |
| 角田悠紀   | ○        |              | ○              |              |                  | ○        |        | [ 331 ] [ 332 ] [ 333 ]   |
| 村椿晃     |          | ○            |                |              |                  |          |        | [ 334 ] [ 335 ]           |
| 水野達夫   |          |              | ○              |              |                  |          |        | [ 336 ]                   |
| 細野豪志   |          |              |                |              |                  | ○        |        | [ 273 ]                   |
| 若林洋平   | ○        |              | ○              |              |                  |          |        | [ 337 ] [ 338 ]           |
| 吉川赳     |          | ○            |                |              |                  |          |        | [ 338 ]                   |
| 仁科喜世志 |          | ○            |                |              |                  |          |        | [ 338 ]                   |
| 野田聖子   |          |              |                |              |                  |          | ○      | [ 339 ]                   |
| 熊田裕通   | ○        |              |                |              |                  |          |        | [ 340 ] [ 339 ]           |
| 池田佳隆   | ○        |              |                |              |                  |          |        | [ 341 ] [ 101 ]           |
| 工藤彰三   | ○        | ○            |                |              |                  |          | ○      | [ 342 ] [ 226 ] [ 343 ]   |
| 神田憲次   | ○        |              |                |              |                  |          | ○      | [ 344 ] [ 345 ]           |
| 丹羽秀樹   | ○        |              |                |              |                  |          |        | [ 339 ]                   |
| 江崎鉄磨   | ○        |              |                |              |                  |          |        | [ 273 ]                   |
| 八木哲也   |          |              |                |              |                  |          | ○      | [ 226 ]                   |
| 青山周平   | ○        |              | ○              | ○            | ○                |          |        | [ 346 ] [ 347 ] [ 225 ]   |
| 石井拓     |          |              | ○              |              |                  |          | ○      | [ 348 ] [ 349 ]           |
| 今枝宗一郎 | ○        |              |                |              |                  |          |        | [ 339 ]                   |
| 根本幸典   | ○        |              |                |              |                  |          |        | [ 350 ]                   |
| 山本左近   | ○        |              |                |              |                  |          |        | [ 339 ]                   |
| 大村秀章   | ○        |              |                |              |                  |          |        | [ 注 15 ]                 |
| 鈴木克昌   | ○        |              |                |              |                  |          |        | [ 254 ]                   |
| 青山丘     | ○        |              |                |              |                  |          | ○      | [ 354 ] [ 355 ]           |
| 鈴木政二   | ○        | ○            |                |              |                  |          |        | [ 323 ]                   |
| 久世孝宏   |          |              | ○              | ○            |                  |          |        | [ 356 ]                   |
| 山田拓郎   | ○        |              |                |              |                  |          | ○      | [ 357 ] [ 358 ] [ 359 ]   |
| 内田康宏   |          |              | ○              |              |                  |          |        | [ 360 ] [ 361 ]           |
| 松井聡     |          |              | ○              |              |                  |          |        | [ 362 ] [ 363 ]           |
| 猫田孝     |          |              | ○              |              |                  |          |        | [ 364 ]                   |
| 馳浩       |          | ○            |                |              |                  |          |        | [ 309 ]                   |
| 稲田朋美   |          |              |                | ○            | ○                |          |        | [ 365 ] [ 366 ] [ 367 ]   |
| 高木毅     |          | ○            |                |              |                  |          |        | [ 273 ]                   |
| 杉本達治   | ○        |              |                |              |                  |          |        | [ 368 ]                   |
| 禰冝田政信 | ○        | ○            | ○              |              |                  | ○        |        | [ 注 16 ] [ 371 ] [ 372 ] |
| 藤曲敬宏   | ○        |              |                |              |                  |          | ○      | [ 注 17 ]                 |
| 天野正基   | ○        |              |                |              |                  |          |        | [ 注 18 ]                 |
| 喚田孝博   | ○        |              |                |              |                  |          |        | [ 注 19 ]                 |

近畿地方
|            | 統一教会 | 天宙平和連合 | 平和大使協議会 | 世界平和連合 | 世界平和女性連合 | 世界日報 | その他 | 【出典】                |
| ---------- | -------- | ------------ | -------------- | ------------ | ---------------- | -------- | ------ | ----------------------- |
| 鈴木英敬   | ○        |              |                |              |                  |          |        | [ 368 ]                 |
| 岡田克也   |          |              |                |              |                  | ○        |        | [ 237 ]                 |
| 中川正春   |          | ○            |                |              |                  |          |        | [ 237 ]                 |
| 二之湯智   |          | ○            | ○              |              |                  |          | ○      | [ 377 ]                 |
| 前原誠司   |          |              |                |              |                  |          | ○      | [ 273 ]                 |
| 足立康史   |          |              |                |              |                  |          | ○      | [ 378 ] [ 379 ]         |
| 藤田文武   |          |              |                |              | ○                |          |        | [ 380 ]                 |
| 馬場伸幸   |          |              |                | ○            |                  |          |        | [ 381 ]                 |
| 松井一郎   | ○        |              |                |              |                  |          |        | [ 382 ]                 |
| 山口壮     |          |              |                |              |                  |          | ○      | [ 273 ]                 |
| 末松信介   | ○        |              |                |              |                  |          |        | [ 382 ]                 |
| 高市早苗   | ○        |              |                | ○            |                  | ○        | ○      | [ 383 ] [ 384 ] [ 385 ] |
| 大串正樹   |          |              | ○              | ○            |                  |          |        | [ 386 ]                 |
| 盛山正仁   |          | ○            | ○              | ○            |                  |          |        | [ 387 ] [ 388 ]         |
| 山田賢司   |          |              | ○              | ○            |                  |          | ○      | [ 389 ] [ 390 ]         |
| 上野賢一郎 |          |              |                |              | ○                |          | ○      | [ 391 ]                 |
| 長尾敬     |          | ○            |                |              |                  |          | ○      | [ 93 ]                  |
| 大内啓治   | ○        |              |                |              |                  |          |        | [ 注 20 ]               |

中国地方
|            | 統一教会 | 天宙平和連合 | 平和大使協議会 | 世界平和連合 | 世界平和女性連合 | 世界日報 | その他 | 【出典】                |
| ---------- | -------- | ------------ | -------------- | ------------ | ---------------- | -------- | ------ | ----------------------- |
| 石破茂     |          |              |                |              |                  | ○        | ○      | [ 393 ]                 |
| 細田博之   |          |              | ○              |              | ○                | ○        | ○      | [ 394 ] [ 395 ]         |
| 竹下亘     |          |              |                |              |                  |          | ○      | [ 396 ]                 |
| 逢沢一郎   | ○        |              |                |              |                  | ○        | ○      | [ 397 ] [ 398 ] [ 399 ] |
| 山下貴司   |          |              |                |              |                  |          | ○      | [ 393 ] [ 273 ]         |
| 加藤勝信   |          |              |                |              | ○                | ○        | ○      | [ 400 ] [ 273 ]         |
| 中川秀直   |          |              |                |              |                  |          | ○      | [ 158 ] [ 401 ]         |
| 高村正彦   | ○        |              |                |              |                  |          |        | [ 62 ] [ 402 ]          |
| 岸信介     | ○        |              |                |              |                  |          | ○      | [ 12 ]                  |
| 安倍晋太郎 | ○        |              |                |              |                  |          | ○      | [ 403 ]                 |
| 安倍晋三   | ○        | ○            |                | ○            |                  |          | ○      | [ 204 ]                 |
| 岸信夫     | ○        |              |                |              |                  |          |        | [ 404 ] [ 405 ]         |
| 岸田文雄   | ○        | ○            |                |              |                  |          | ○      | [ 406 ] [ 407 ] [ 95 ]  |
| 北村経夫   | ○        | ○            |                | ○            |                  |          | ○      | [ 408 ] [ 409 ]         |
| 石橋林太郎 |          |              |                |              |                  |          | ○      | [ 410 ]                 |
| 細田重雄   |          |              |                |              |                  |          | ○      | [ 241 ]                 |
| 杉田水脈   | ○        |              |                |              |                  |          | ○      | [ 411 ]                 |
| 赤沢亮正   |          |              |                |              |                  |          | ○      | [ 412 ]                 |

四国地方
|            | 統一教会 | 天宙平和連合 | 平和大使協議会 | 世界平和連合 | 世界平和女性連合 | 世界日報 | その他 | 【出典】                |
| ---------- | -------- | ------------ | -------------- | ------------ | ---------------- | -------- | ------ | ----------------------- |
| 後藤田正純 |          | ○            |                |              |                  |          |        | [ 413 ]                 |
| 井原巧     |          |              |                | ○            |                  |          |        | [ 414 ]                 |
| 白石徹     |          |              | ○              | ○            |                  |          | ○      | [ 415 ] [ 416 ] [ 417 ] |
| 磯崎仁彦   |          | ○            |                |              |                  |          |        | [ 418 ]                 |
| 中谷元     | ○        |              |                |              |                  | ○        |        | [ 273 ]                 |
| 福井照     |          | ○            |                | ○            |                  |          |        | [ 419 ] [ 420 ]         |
| 平井卓也   |          | ○            |                |              |                  |          | ○      | [ 421 ] [ 418 ]         |
| 松永恭二   | ○        | ○            |                |              |                  |          |        | [ 422 ]                 |
| 大野功統   |          | ○            |                |              |                  |          | ○      | [ 254 ]                 |
| 美馬秀夫   | ○        |              |                |              |                  |          |        | [ 注 21 ]               |

九州・沖縄地方
|            | 統一教会 | 天宙平和連合 | 平和大使協議会 | 世界平和連合 | 世界平和女性連合 | 世界日報 | その他 | 【出典】                |
| ---------- | -------- | ------------ | -------------- | ------------ | ---------------- | -------- | ------ | ----------------------- |
| 山崎拓     | ○        | ○            |                |              |                  |          |        | [ 424 ] [ 425 ]         |
| 麻生太郎   |          |              |                |              |                  | ○        | ○      | [ 157 ] [ 426 ] [ 427 ] |
| 三原朝彦   |          | ○            |                | ○            |                  |          | ○      | [ 226 ]                 |
| 武田良太   |          | ○            |                |              |                  |          | ○      | [ 254 ]                 |
| 古賀之土   |          |              |                |              |                  |          | ○      | [ 237 ]                 |
| 原口一博   |          |              |                |              |                  |          | ○      | [ 237 ]                 |
| 大串博志   |          |              |                |              |                  |          | ○      | [ 237 ]                 |
| 木原稔     |          | ○            |                | ○            |                  |          | ○      | [ 428 ] [ 429 ] [ 430 ] |
| 衛藤征士郎 |          |              |                |              |                  |          | ○      | [ 58 ]                  |
| 重野安正   |          |              |                |              |                  |          | ○      | [ 431 ]                 |
| 中山成彬   |          |              |                | ○            |                  |          |        | [ 432 ] [ 433 ]         |
| 保岡興治   | ○        |              |                |              |                  |          |        | [ 434 ]                 |
| 清山知憲   | ○        |              |                |              |                  |          |        | [ 435 ] [ 436 ]         |
| 穴見陽一   |          | ○            |                |              |                  |          | ○      | [ 254 ]                 |
| 岩下栄一   | ○        | ○            | ○              |              |                  |          | ○      | [ 241 ] [ 437 ]         |
| 下地幹郎   | ○        |              |                |              |                  |          |        | [ 438 ]                 |
| 佐喜眞淳   | ○        | ○            | ○              |              |                  | ○        | ○      | [ 439 ]                 |
| 北橋健治   |          |              |                |              |                  |          | ○      | [ 440 ]                 |
| 縣善彦     | ○        |              |                |              |                  |          |        | [ 注 22 ]               |
| 新垣安弘   | ○        |              |                |              |                  |          |        | [ 注 23 ]               |

参議院議員比例区
|            | 統一教会 | 天宙平和連合 | 平和大使協議会 | 世界平和連合 | 世界平和女性連合 | 世界日報 | その他 | 【出典】                |
| ---------- | -------- | ------------ | -------------- | ------------ | ---------------- | -------- | ------ | ----------------------- |
| 山田宏     |          |              |                |              |                  |          | ○      | [ 444 ] [ 445 ]         |
| 山谷えり子 | ○        |              |                |              |                  | ○        | ○      | [ 446 ] [ 447 ] [ 448 ] |
| 宮島喜文   | ○        |              |                | ○            |                  |          | ○      | [ 197 ] [ 226 ]         |
| 神谷宗幣   | ○        |              |                |              |                  | ○        |        | [ 注 24 ]               |
| 衛藤晟一   |          |              |                |              |                  |          | ○      | [ 454 ]                 |
| 室井邦彦   | ○        |              |                |              |                  |          |        | [ 455 ]                 |
| 堀江正夫   |          |              |                |              |                  |          | ○      | [ 456 ] [ 183 ]         |
| 浜田聡     | ○        |              |                |              |                  |          |        | [ 457 ]                 |
| 井上義行   | ○        |              |                | ○            |                  |          |        | [ 注 25 ]               |

### 教団と関係のある歴代文部科学大臣一覧
第二次安倍政権以降に旧統一教会・関連団体と接点のあった歴代文部科学大臣の一覧。
| 代    | 氏名       | 就任期間                       | 接点の有無・内容                                                           | 出典    |
| ----- | ---------- | ------------------------------ | -------------------------------------------------------------------------- | ------- |
| 18-19 | 下村博文   | 2012年12月26日 - 2015年10月7日 | 関連団体から寄付・パーティー券収入ありと自民党調査で公表                   | [ 459 ] |
| 20    | 馳浩       | 2015年10月7日 - 2016年8月3日   | 関連団体の会合に出席経験ありと報道                                         | [ 460 ] |
| 22-23 | 林芳正     | 2017年8月3日 - 2018年10月2日   | 関連団体の会合に出席経験ありと報道、自民党調査で接点あり                   | [ 461 ] |
| 24    | 柴山昌彦   | 2018年10月2日 - 2019年9月11日  | 関連団体の会合に出席、自民党調査で氏名公表                                 | [ 459 ] |
| 25-26 | 萩生田光一 | 2019年9月11日 - 2021年10月4日  | 関連団体の会合に出席、選挙支援（ボランティア等）を受けたと自民党調査で公表 | [ 459 ] |
| 27-28 | 末松信介   | 2021年10月4日 - 2022年8月10日  | 教団関係者にパーティー券を購入してもらったと認めた                         | [ 462 ] |
| 30    | 盛山正仁   | 2023年9月13日 - 2024年10月1日  | 関連団体の会合出席、推薦確認書署名、選挙支援受けたと報道                   | [ 459 ] |

### 警察捜査への政治圧力
上越教育大学教授の塚田穂高は、「旧統一教会の場合は、教団を追及や捜査から守ってもらうために政治に近づき続けた面も強い」とし、「政治家が『よくあるつきあい』で済ませてよい相手ではなかった」として、教団による政治家へのアプローチの背景には、捜査を回避する目的があるとの趣旨の発言をしている。
有田芳生によると、有田は1995年に警察庁関係者に警察庁幹部から依頼を受けて教団についての講義を行った。当時オウム真理教の次に摘発をしようとしていると聞かされていたが、結局摘発はなかった。その10年後、警視庁幹部二人から「政治の力」により摘発を阻まれたと聞かされたとしている。
2012年には、元警察官僚の平沢勝栄が、この種のアプローチを受けたのではないかとの話があった。週刊新潮の報道によれば、平沢の発言を収録したテープが流出し、そのテープには平沢の声で「各地で今、5、6ヶ所警察とトラブってんだよ。それで結局、警察けしからんって言ってんだよなあ、統一教会は。それで私にそれをやってくれって…」などの発言が収録されていたという。この発言について、平沢が、統一教会から警察の捜査について相談され、警察との窓口役を務めざるを得なくなり、困惑したのではないかとの関係者の証言があった。なお、平沢は教団との関与を否定している。
「全国霊感商法対策弁護士連絡会」のメンバーで弁護士の川井康雄は、第1次安倍政権終了後の2007年頃から、教団に関連した違法行為の刑事事件化が相次いでいた一方で、2012年の第2次安倍政権発足後に再び刑事事件化することは少なくなったことを指摘した上で、教団と政治家の関係性は明らかであるとした。同じく弁護士の山口広は、教団は政治だけでなく、言論・学術界などにも食い込んでおり、違法な霊感商法の被害について警察や行政が積極的に取り組まないように、圧力をかけてもらうように働きかけていることを証言している。
また、2005年と2006年の公安調査庁の報告書で「特異集団」として位置づけられていた教団が、第1次安倍政権下の2007年で項目から外れていたことがわかっている。同報告書では教団について、「危機感や不安感をあおって勢力拡大を図り、不法事案を引き起こすことも懸念される」としていた。対象から外れた理由について、日本政府は「時々の公安情勢に応じて取り上げる必要性が高いと判断したものを掲載している」としている。

## 大韓民国の政界との関係

### 1950年代 - 1960年代

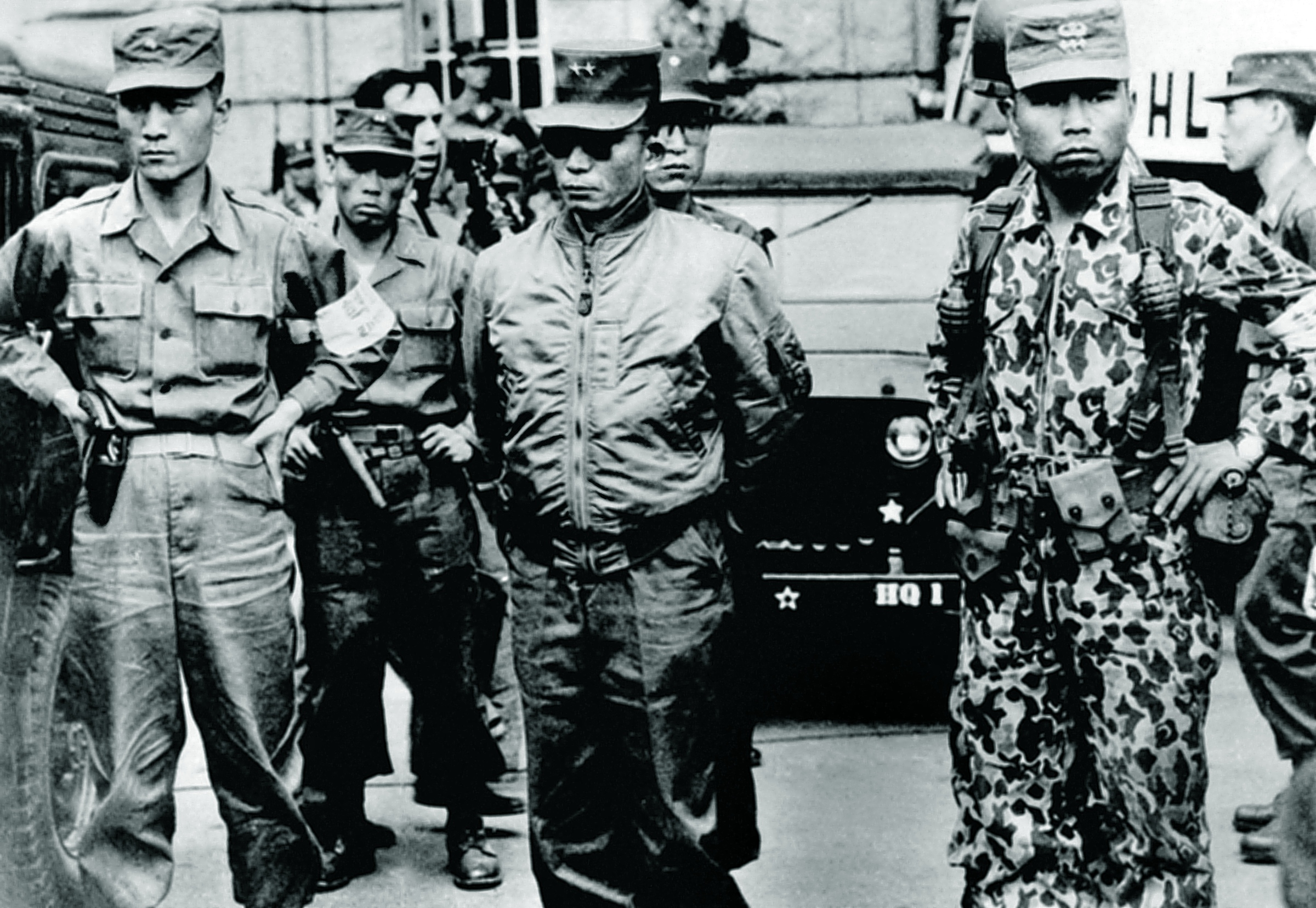
1961年5月16日、朴正熙らは軍事クーデターを決行した。

1957年2月、韓国陸軍中佐の朴普煕（パク・ポヒ）が、駐韓米軍第8軍に配属中に入信。同じく第8軍所属の軍人であった韓相国（別名ブド・ハン）、金相仁（スティーブ・キム）、韓相吉（ハン・サンキル）も入信した。
1961年5月15日、ソウルの青坡洞の前本部教会で33組（33双）の合同結婚式が行われ、上記の朴普煕、韓相国、韓相吉の3人、そして駐韓米軍第8軍所属の金相哲も参加し、祝福を受けた。
その翌日、5月16日未明、朴正熙らは軍事クーデターを決行した。6月10日には大韓民国中央情報部（KCIA）が正式に発足し、金鍾泌がKCIAの初代部長に任命された。朴普煕、韓相国、金相仁、韓相吉の4人はいずれもKCIAの要員となった。フレイザー委員会に関連して公開された、1963年から1965年にかけて作成された統一教会に関する米中央情報局（CIA）による3つの秘密報告書によれば、統一教会は、1961年に金鍾泌の指示で「韓国政府機関」として再組織され、莫大な資金力を背景にアメリカや日本で秘密裏に政治活動を行った。教団は1964年3月、米国で「韓国文化自由財団」というフロント組織を設立した。この組織の名目上のリーダーは梁裕燦だが、本当のリーダーは陸軍将校朴普煕であるという。朴政権発足とともに、その庇護のもとに急速に勢力を伸ばしたと言われている。
1965年から、文鮮明と江原道の知事が協力し、統一教会信者を中心とした反共啓蒙団を発足させ、その後全国8つの道に運動が拡大した。警察署長や郡守などの公務員を対象にした反共教育が教団信者によって行われた。文は「統一教会の思想で60万人の大軍を武装させる」とも語った。
1967年5月の文鮮明来日時には、文が韓国大使館と民団を訪れ、日本共産党と朝鮮総連に対抗するため、在日韓国人に対する反共教育を実施する必要性を訴え、同年8月、韓国人幹部の崔容硯が民団で講演している。

### 1970年代
1970年10月21日、ソウルで開催された統一教会の合同結婚式（777双）では、韓国海軍軍楽隊が演奏を披露した。
同年12月、青瓦台の大統領官邸で対米工作秘密会議が開かれ、朴正熙はKCIA部長の李厚洛、実業家の朴東宣、朴普煕らを工作計画実行責任者に指名した。
1973年5月、前述の崔容硯が国際勝共連合の民団代表として朝鮮総連への対抗のため日本に派遣され、万景峰号の大阪寄港を阻止する街宣活動などで活躍した。
1976年に「コリアゲート」疑惑が発覚。フレイザー委員会の調査や『ワシントン・ポスト』紙の報道等を通じて、韓国大使館とKCIA、朴東宣、統一教会の政財宗が一体となった組織的な対米工作であるとの見方が強まった。
複数の韓国軍の高級将校が入教しており、系列企業の「統一産業」が小銃工場を建設する際に、文鮮明の側近となった朴普煕と朴正煕大統領（当時）が事業支援について協議したことや、公務員教育が国際勝共連合で行われたことなどが報じられた。
1977年5月5日、米ニューヨーク・タイムズ紙は、金炯旭を取材、「コリアゲート」に関与する朴東宣が、1960年からKCIAの工作員であるとの証言を得ている。当時の韓国駐カナダ大使、文鮮明、朴普煕もKCIAの工作員であると告発された。
同年6月、早稲田大学で「在日韓国人政治犯救援会」が教団系の「原理研究会」と公開討論を行い、その中で原理研は、教団の活動が大韓民国中央情報部（KCIA）に好感を持たれていること、原理研が勧誘活動で入手した資料や写真がOBを通じて、KCIAに流出する可能性があることを認めている。
1978年の第84回国会予算委員会で、内藤功は「米国議会フレーザー委員会におきまして「米韓関係の調査」と題する報告書が公表された。その中で統一教会はKCIAが政治活動の目的のために組織したものだ、こういう米CIA資料を公開しております。」と述べ、園田直（当時国務大臣）は　「米国下院国際関係委員会の国際機構小委員会、いわゆるフレーザー委員会が米韓関係に関する調査との関連で先月開催した一連の公聴会の冒頭、韓国中央情報部長であった金鍾泌氏が統一教会を設立した旨の米政府部内資料が公開されたということは承知しており、すでにその資料の写しを取り寄せ済みでございます。ただ、同資料がどのような裏づけを持ってやられたものか等を含め、同資料の性格はまだ判明しておりません。なお、この公聴会では、後日、22日だと思いますが、公聴会で統一関係者が右資料の趣旨を否定する証言を行った旨、これまた報道で承知しております。」と述べている。

### 2000年 - 2021年
2007年5月17日、教団系の『ワシントン・タイムズ』紙の創刊25周年を祝うイベントがワシントンDCで開催された際、元国連事務総長の潘基文は「ワシントン・タイムズは正義と報道の自由を守るチャンピオンでした。今後も国連の業務に大きく貢献することを期待します」とのメッセージを寄せた。元英国首相のマーガレット・サッチャーもビデオ映像で賛辞を述べた。
2008年4月に行われた総選挙で、教団は政治団体「平和統一家庭党」を結成。同党から全245地方区（選挙区）と13比例区に候補を立て臨むも全員落選。更に、政党得票率が全有効票の2％に満たなかったため、選挙法の規定により政党登録を抹消されることとなった。こうした教団の動きに対し同選挙では、「統一教会対策協議会」を中心に全キリスト教派が連携し、統一家庭党候補への落選運動も展開された。
2020年に潘は鮮鶴平和賞を受賞し、100万米ドルの賞金を授与された。
以下は2021年時点での教団と関係のある韓国の政治家の一覧である。
- 潘基文（元国連事務総長）：2021年に統一教会主催のオンラインイベントに参加した[491][492]。
- 丁世均（元韓国国務総理、元韓国国会議長）：2021年に統一教会主催のオンラインイベントに参加した[491][492]。
- 呉世勲（ソウル特別市長）[492]
- 朴亨埈（釜山広域市長）[492]
- 梁承晁（忠清南道知事）[492]
- 李始鍾（忠清北道知事）[492]
- 李庸燮（光州広域市長）[492]
- 李喆雨（慶尚北道知事）[492]
- 張賢国（京畿道議会議長）[492]
- 郭度栄（江原道議会議長）[492]

### 2022年の大統領選以降

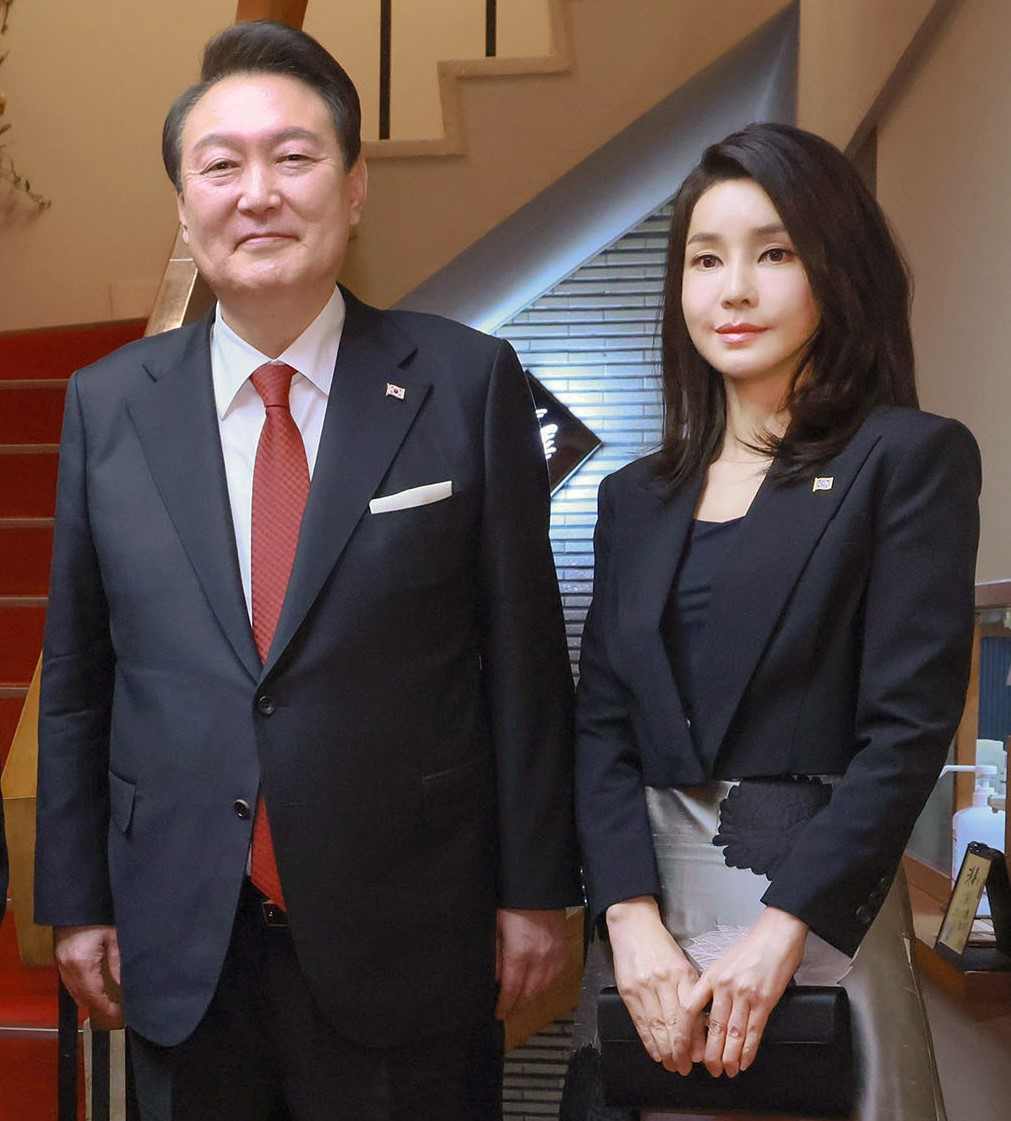
2022年の大統領選で当選した尹錫悦と妻の金建希

2022年1月5日、韓鶴子は金庫から1億ウォンを出し、大統領選挙候補の国民の力の尹錫悦のために使用する目的で、同党議員の権性東（クォン・ソンドン、권성동）に渡すよう、統一教会世界本部長のユン・ヨンホ（윤영호）に指示した。ユン・ヨンホはソウル特別市汝矣島の中華レストランで権性東と会った。現金を渡した後、権性東に「尹錫悦候補のために使ってほしい」というショートメールを送った。妻で教団の財政局長を務めていたイ・シネを通じて1億ウォンを渡したともされる。
同年1月17日、金建希が代表を務めるコバナコンテンツの顧問のチョン・ソンベ（전성배）が、尹錫悦の選対本部の下部組織で顧問の肩書で活動していることが判明した。チョンは「コンジン法師」と呼ばれ、呪術師として知られていた。
同年2月から3月にかけての間、権性東は韓鶴子が住む京畿道加平郡の天正宮を2回訪問。ひざまずいて頭を深々と下げ、韓鶴子から紙袋を受け取った。紙袋には大統領選挙資金名目の現金が入っていたとされる。
同年2月11日から14日にかけて、天宙平和連合主催の「ワールドサミット2022・韓半島平和サミット」がソウルの会場を中心として開催された。ユン・ヨンホが共同実行委員長を務め、マイク・ペンス元副大統領らが開会演説を行った。13日午前に尹錫悦は大統領選挙の候補者登録をし、同日午後、ペンス元副大統領とロッテワールドタワーのシグニエルソウルで会談した。尹錫悦の選対は教団主導でペンスと会うことに懸念を抱いていたが、権性東に「統一教会の票は300万にもなる」と押し切られ、会うこととなった。通訳はユン・ヨンホの最側近のソ秘書室長が務めた。
同年3月2日、韓鶴子はソウル市松坡区のロッテホテルワールドに教団幹部約120人を集め、大統領選挙で尹錫悦を支持すると明言。尹への投票を信者に促すよう、幹部たちに指示した。ユン・ヨンホは、教団の1地区（ソウル特別市・仁川広域市）、2地区（京畿道・江原特別自治道）、3地区（忠清北道・忠清南道）、4地区（全北特別自治道・全羅南道）、5地区（慶尚北道・慶尚南道）の各地区長5人を呼び集め、尹錫悦支持を重ねて強調し、「統一教会のアジェンダを推進するのに役立てたい」と述べた。そして4地区の地区長を除く4人の地区長に、国民の力の地域組織を支援するという名目で、それぞれ現金数千万ウォンを渡した。4地区の地区長は受け取りを拒否した。総額2億ウォンあまりが各地区長を通じて同党の地方組織に流れたとされる。
同年3月9日に行われた大統領選挙で、尹錫悦が共に民主党の李在明を小差で破り第20代大統領に当選した。
同年3月22日、ユン・ヨンホは、当選した尹錫悦と大統領職引受委員会事務所で面会した。統一教会は当時、カンボジアのメコン川周辺に「アジア太平洋統一本部」建設の計画を進めていた。ユン・ヨンホの手帳には教団側が請託しようとした事業についての内容が記されていた。ユン・ヨンホは4月から7月にかけて、前述のチョン・ソンベを通じて、以下の3点の貴金属を尹錫悦の妻の金建希（キム・ゴニ）に贈った。ユン・ヨンホはこれらの物品の購入を、妻で教団の財政局長を務めていたイ・シネに行わせた。
1. シャネルのバッグ。802万ウォン（約83万円）。4月6日に購入。5月10日の尹錫悦の大統領就任式の招待請託用とされる[512][513]。
2. シャネルのバッグ。1271万ウォン（約132万円）。6月24日にソウル市松坡区ロッテ百貨店チャムシル店で購入[512][513]。7月に加平郡雪岳面のHJ天宙天寶修錬苑の敷地内にある「韓苑の家」でチョン・ソンベに渡した[514][515]。教団のカンボジア事業に関連するものとされ、韓国政府は6月13日、カンボジアに対する対外経済協力基金次官支援限度額（5年間）を既存の7億ドルから15億ドルに大幅に増やした[516][512][511]。
3. グラフのダイヤモンドのネックレス。6220万ウォン（約643万円）。7月29日にソウル市江南区ギャラリア百貨店で購入。8月11日から15日にかけて行われた天宙平和連合主催の「サミットおよび指導者会議2022」への教育部長官の招待請託用とされる[512][517]。

同年3月30日、金建希は携帯電話からユン・ヨンホに電話をかけ、「この番号は私が秘密にしている番号だから、意見があるときはこの番号に文字で送ってくれればいい」と伝えた。この番号は、チョン・ソンベの携帯電話に「ゴニ2」という名前で登録されている、末尾が「8563」で終わる番号と同じものだった。ユンが「教会だけでなく学校、企業体まで大統領選挙に総動員したのは初めてです」と話すと、金は「たくさん書いてくれてありがとう」と答えた。
同年4月19日、チョン・ソンベは上記の金建希の番号にメールし、大統領就任式への統一教会関係者4人の招待を依頼した。そしてユン・ヨンホ、学校法人鮮鶴学院理事長の文姸娥（ムン・ヨナ）ら4人の名簿を金建希側に提出した。文姸娥は、文鮮明の長男の文孝進の2番目の妻。5月10日、ソウル市内で尹錫悦の大統領就任式が開催された。就任式には、韓国内外から4万1,000人が参加した。
同年6月頃、春川警察署は、韓鶴子、総裁秘書室長の鄭元周（チョン・ウォンジュ、정원주、女性）ら教団幹部計12人が2008年から2011年にかけてラスベガスのカジノで約600億ウォン（約64億円）を使ったという情報を入手し、捜査を進めた。この情報は教団側に漏れ、尹大統領の関係者の介入により捜査は途中で止められたとされている。
同年8月頃、ユン・ヨンホはチョン・ソンベと面会し、教団の青年組織を活用して金建希の支援部隊を作る旨を話した。報道によれば、この青年組織は世界平和青年学生連合と推定される。
同年11月、ユン・ヨンホはチョン・ソンベに「統一教会は保守的な宗教団体であり、金建希夫人のために保守的なマスコミが必要だ」とのテキストメッセージを送った。これに対しチョンも「必要だ」と答えた。尹はチョンに請託用として金品を渡し、チョンは国民の力の李喆圭（イ・チョルギュ）を通じて、ニュース専門放送局のYTNの買収方法を探った。
同月、ユン・ヨンホは翌年3月8日開催予定の国民の力全党大会をめぐり、チョン・ソンベに「尹錫悦大統領の意中の人物（윤심）は誰ですか」「全党大会に動員すべき党員はどの程度の規模必要ですか」と問い合わせた。全党大会では党代表の選挙も行われることになっている。チョン・ソンベは「尹大統領の心は変わらず権性東（クォン・ソンドン）だ」と答えた。党代表選挙で権性東を当選させるべく、教団は国民の力の入党願書を信者に配布した。
同年12月、ユン・ヨンホはチョン・ソンベに「大きな絵を描こう」「ヒリム代表も一度お会いしましょう」とのテキストメッセージを送った。ヒリムとは「ヒリム（熙林）総合建築事務所」のことで、ヒリムは2015年、2016年、2018年に金建希が代表を務めるコバナコンテンツ主催の展示会に後援者として名を連ね、大統領執務室と官邸の移転に際しては設計・監理の業務を担当した。
2023年1月5日、権性東は党代表選への不出馬を宣言。しかしその後もユン・ヨンホは権性東と密接な関係を続けた。
同年2月、ユン・ヨンホは尹錫悦政権の保健福祉部長官の曺圭鴻（チョ・ギュホン）に対し、自身が委員長を務める教団関連団体のイベントへの祝辞を依頼。曺長官はビデオメッセージで祝辞を送った。
同年2月、ユン・ヨンホは、党代表選に関するテキストメッセージをチョン・ソンベに送った。この頃、尹錫悦大統領に近い金起炫（キム・ギヒョン）が有力候補とされていた。ユンは、党代表選を組織的に支援する趣旨で「新規入党員が1万1101人、既存党員が2万1250人」と書いた。また、「金起炫議員は私たちの行事に一度も参加しなかったし、私たちを好きではないことがわかっているが、中央に来るからには金を一生懸命支持する」との内容の言葉も書いた。3月8日、国民の力の全党大会が開かれ、新たな党代表に金起炫が選出された。
同年5月9日、韓鶴子は世界本部長のユン・ヨンホを解任した。解任は総裁秘書室長の鄭元周（チョン・ウォンジュ、정원주、女性）とのあいだで行ってきた覇権争いに尹が敗れたことを意味した。鄭元周の実姉の鄭壬順（チョン・イムスン、정임순）はリトルエンジェルス芸術団の団長。鄭元周の実弟の鄭熙澤（チョン・ヒテク、정희택）はこの時点では株式会社世界日報の社長を務めていた。
同年5月23日、ユン・ヨンホの後任として宋龍天（ソン・ヨンチョン）が世界平和統一家庭連合の世界本部長に就任。
2024年3月9日、ユン・ヨンホは国民の力の権性東に500万ウォンを寄付した。権は3ヶ月後の6月22日にユン・ヨンホが主管したイベント「コリアドリーマーフェスティバル 青春ニューロン2024」で祝辞を述べた。
2025年2月25日、ユン・ヨンホはソウル西部地裁で開かれた情報通信網法違反（名誉毀損）事件の証人として出廷。裁判官から韓鶴子との関係を問われると、「自分は韓鶴子総裁の息子のような存在」と証言した。
同年4月4日、韓国の憲法裁判所は尹錫悦大統領に対し、「憲法秩序を侵害した」などとして裁判官の全員一致で罷免を宣告した。同日付で尹は失職した。
同年4月30日、韓国の検察（ソウル南部地方検察庁）が、ソウル特別市瑞草区の高級マンション・アクロビスタにある尹錫悦前大統領・金建希夫妻の自宅の家宅捜索に着手した。検察は、ユン・ヨンホが前述のシャネルのバッグとグラフのダイヤモンドのネックレスを尹錫悦の妻の金建希への贈り物として、「コンジン法師」と呼ばれる呪術師のチョン・ソンベに渡した事実を把握した。チョン・ソンベはバッグを、金建希を補佐してきたユ・ギョンオク（유경옥、女性）前大統領室行政官に渡し、ユ・ギョンオクはこれをシャネルの販売店で追加料金を払って他の製品と交換したとされる。贈与の総額は数億ウォンにのぼるとみられる。ユン・ヨンホは「贈り物は韓鶴子総裁の意向に従ったもので、すべて総裁の決裁を得たうえでの行動だった」と供述しており、検察は、ユン・ヨンホが韓鶴子の指示により、尹錫悦・金建希夫妻に以下の5つの案件を請託した疑いがあるとして捜査を進めている。
- ニュース専門放送局のYTNの買収
- カンボジア開発事業の支援[注 31]
- 国連第5事務局の誘致
- 教育部長官の行事への参加
- 尹錫悦の大統領就任式への招請

同年5月23日、ソウル南部地検はこの日までに、韓鶴子を出国禁止にする措置を取った。このほか、天務院副院長の鄭元周も出国停止措置がとられた。
同年5月26日、韓国の検察は、ユ・ギョンオクの自宅から、シャネル製品の箱を押収した。
同年6月10日、韓国政府は尹錫悦が出した非常戒厳の真相究明や金建希をめぐる複数の疑惑について捜査するための「特別検察官法」を閣議決定した。
同年6月20日、教団は、ユン・ヨンホとユンの妻で教団の財政局長を務めていたイ・シネに対する懲戒委員会を開き、二人をチュルキョ処分（除名処分に相当）とした。ユンは委員会への出席を拒否し、前日に教団側に内容証明書を発送。文書の中で、自身は責任転嫁のために屠られた羊だと主張した。また、懲戒停止の仮処分申請と行政訴訟を予告し、教団幹部らの不正、横領、非信仰行為に関する資料を捜査機関とメディアに提出すると述べた。
同年6月25日、出国停止措置が下されていた鄭元周が、米国に住む夫のマイケル・マクデヴィット（Michael McDevitt）の病状悪化などを理由に許可を受けて少し前に米国に発っていたことが報道により明らかとなった。
同年7月7日、金建希の疑惑を捜査する特別検察官チームが、韓鶴子を複数の不正事件の被疑者として立件したことが報道により明らかとなった。韓鶴子、鄭元周ら教団幹部計12人は2008年から2011年にかけて信者の献金を元手にしてラスベガスのカジノで約600億ウォン（約64億円）をつぎ込み、巨額の損失を出している。そしてカジノ側に明細書を発行してもらうなどしてアメリカの税務当局に申告している。公訴時効は15年であることから、韓らは脱税の容疑をかけられている。
同年7月18日、金建希の疑惑を捜査する特別検察官チームは、加平郡雪岳面にある天正宮、加平郡清平にある教団本部、ソウル龍山区にあるソウル本部を家宅捜索し、関係書類などを押収した。韓鶴子が住む天正宮は、ウォン、ドル、円の札束と貴金属であふれていた。押収捜索令状には、韓鶴子と天務院中央行政室長の李青祐（イ・チョンウ、이청우）が特定犯罪加重処罰法違反などの被疑者として明示された。また、特検チームは、国民の力の権性東の汝矣島にある議員会館と選挙区事務所、自宅に対しても家宅捜索を行った。
同年7月21日、金建希の疑惑を捜査する特別検察官チームは、ソウル特別市江東区にあるヒリム総合建築事務所の本社を家宅捜索した。同社はカンボジア開発の様々なODA事業に参加しており、教団側の請託への関連が疑われている。尹錫悦政権発足以来ヒリムが2年4ヶ月間に得た官級工事受注額は1800億ウォンに達した。これは尹が大統領に就任する前の3年3ヶ月間に締結した金額の3倍を超える規模であることが判明している。
同年7月22日、ユン・ヨンホは特別検察官チームの事務所（ソウル特別市鍾路区のKT光化門ビルウエスト）に出頭。14時間にわたる取り調べを受け、23日午前2時頃に事務所を出て帰途についた。尹は検察に対し、請託行為について「すべて韓総裁に報告して許可を得て実行した」と供述した。加えて「毎朝7時の照会で韓総裁に渡す報告書は5千枚、手紙形式の苦情報告書は1万4千枚に達する」と明かした。
同年7月30日、特別検察官チームは、ユン・ヨンホを請託禁止法違反などの容疑で逮捕した。逮捕される前にユンは声明書を作成し、「死が慣れた言葉になるほど絶望的な状況でも、天を信じ、真の父母様（韓鶴子）を信じたが、私に返ってきた答えは裏切り者のフレームだった」と書いた。また、鄭元周を名指しして「北朝鮮のような公開批判で私を悪魔化した」と批難した。
同年7月31日、特別検察官チームの調べにより、教団が大統領選候補の尹錫悦のために使用する目的で2022年1月に権性東に1億ウォンを渡したこと、韓鶴子らがラスベガスで違法賭博を行った疑惑に対する警察捜査情報を教団側に流したのは権性東だったことなどが明らかとされた。
同年8月12日、ソウル中央地方裁判所は午前10時10分から約4時間にわたり、金建希の審問を実施。同日23時53分頃、同地裁は金に対する逮捕状（拘束令状）の発布を決定。特別検察官は令状の発付を受け、ソウル南部拘置所で待機していた金を逮捕した。
同年8月18日、特別検察官チームはユン・ヨンホを請託禁止法違反などの罪で起訴した。

## その他諸国の政界との関係

### アメリカ合衆国

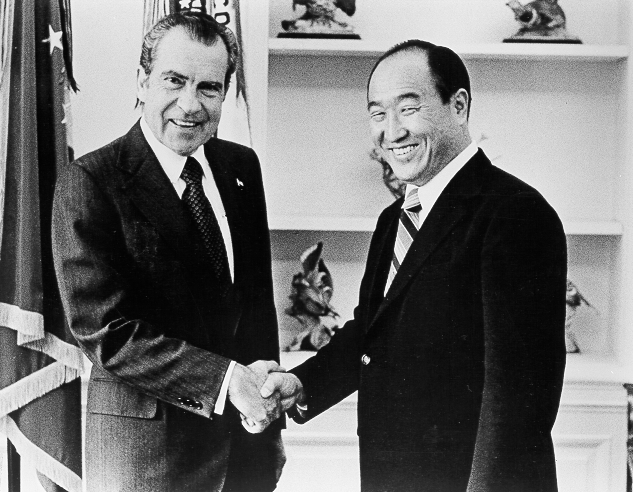
ホワイトハウスにて面会したニクソン大統領と文鮮明（1974年）

国際勝共連合の機関紙「思想新聞」によれば、20世紀後半から共和党の面々が接点を持ったことがうかがえる。1992年1月1日付の同紙は、見開きの紙面で教団創設者、文鮮明の年表を紹介。アイゼンハワー（1965年）、ニクソン（1974年）らと会談していたと報じている。また、アイゼンハワーとトルーマン元大統領は、文が設立した韓国文化自由財団のレターヘッドに名前を連ねている。
教団は1959年より、米国への宣教を開始した。梨花女子大事件を契機に関係が生じた自由党を利用、旅券を発行させ、金永雲を1月2日に、金相哲を9月18日に相次いで派遣した。
文鮮明は1970年代よりアメリカに居を構えて、大規模な講演会を幾たびも開催した。日本から渡米した信者らも活発に伝道と経済活動をした。自ら創刊した保守系新聞『ワシントン・タイムズ』などのマスメディアで政治的に保守政党である共和党を一貫してバックアップしたほか、ニクソンなどの共和党政治家を支援し、関係を築いてきた。教団は特に、ニクソン政権時代（1969～1974年）に共和党に食い込んだとされている。なお、文鮮明は当初北朝鮮のスパイの疑いで入国を拒否されたが、教団から電話で連絡を受けた共和党上院議員のストロム・サーモンドより便宜が図られ無事入国が実現したとされる。
1973年11月30日、文鮮明は『ニューヨーク・タイムズ』および『ワシントン・ポスト』紙に意見広告を出稿し「ウォーターゲート宣言」を掲載、ウォーターゲート事件で窮地に陥っていた当時の大統領・ニクソン擁護の姿勢を鮮明にし、赦免を求めるための信者による断食運動も展開、1974年2月1日には、ニクソンがホワイトハウスに文鮮明を招待し、約1時間の会談。ニクソンは「この国で、誰よりも私を愛し、私のために心配してくれる人はミスター文である」と感謝の意を述べたとされる。
ベトナム戦争の米軍撤退（1973年）後、文鮮明や勝共連合は米国での「共産主義化の克服」を名目に多くの集会を開いたという。元教団幹部のスティーブン・ハッサンによれば、「教団は1972年ごろには米国各地の大学キャンパスで共産主義に反対する青年団体を組織していた」と証言した。

統一教会の米国における政治的・社会的影響力について、1976年5月25日付のニューヨーク・タイムズ紙は、その活動を以下のように報じている。
急成長している文鮮明のグループは、米国内で韓国政府への支持を確立するため多くの努力を払っている。これらは、議会での集中的なロビー活動、著名な政治家や実業家、地域リーダーへの働きかけ、韓国で戦争が起こった場合に参戦することを誓う熱心な信奉者の育成、共産主義を攻撃して、韓国とアメリカの愛国的テーマを結びつける入念なPRキャンペーンなどの形式を取っている。
元アメリカ合衆国大統領のジョージ・H・W・ブッシュは、CIA（アメリカ中央情報局）長官時代から文鮮明と交流があり、レーガンの就任式に文をゲストとして招いた。ブッシュと文は、南米の裏社会と深いつながりがあった。1980年、ボリビアで起きた右翼の軍事クーデターに協力し、同地域で最初の麻薬国家を樹立している。1995年に日本で開催された教団系の「世界平和女性連合」で講演している。1996年には、アルゼンチンで創刊された教団系の新聞のパーティーでスピーチをしていた。ブッシュはまた、教団系のワシントン・タイムズ紙について、「自分の政権はもちろん、アメリカの国益の推進のために計り知れない役割を果たしてくれた」と評価。同紙はレーガン政権時も旧ソ連への対抗政策「戦略防衛構想（SDI）」を擁護する役割を果たしている。有田芳生は、教団は共和党と密接な関係にあり、ブッシュの一連の言動は、その交際の一環とみるべき、としている。
息子のジョージ・W・ブッシュも2000年大統領選挙への関与が指摘されており、2002年5月にワシントンで開かれたワシントン・タイムズ紙創刊20周年の集まりにメッセージを寄せているほか、ブッシュ一族の中には統一教会の信者がいるとの噂もあった。
このほかにも、文鮮明本人がアメリカで行った演説の内容として「先生（文鮮明が使う一人称）は、上院議員一人あたり三人の若い夫人を割り当てるだろう。・・・・・上院議員を正道に戻すには、まずその助手たち、とくに秘書たちを友達にしなければならない」（1972年）「先生には、多数の美貌の女性たちが必要である。三百人ほど必要である。先生は上院議員一人あたり三人の若い夫人を割り当てるだろう。一人は選挙、一人は渉外、一人はパーティーを担当する。もし女性会員たちが多くの点で上院議員たちにまさっていれば、その上院議員はまさにわれわれの会員のとりこになるだろう」（1973年）とあり、信者を議員秘書として送り込む戦術を米国で行っていたことを教祖自ら語っていた。
ポーラ・ホワイト（第1次トランプ政権のホワイトハウス宗教特別顧問）は、放送福音伝道者として、統一教会主催の「希望前進大会」に参加したことがある。
2021年9月12日、天宙平和連合主催の「神統一韓国のためのTHINK TANK 2022 希望前進大会」が韓国・清平の清心ワールドセンターで開催。教団のオンラインプラットフォームであるPeacelinkから全世界に配信された。ドナルド・トランプ元大統領はビデオメッセージを送り、朝鮮半島の安定化の努力と成果をアピールした。トランプは2022年8月12日にも、天宙平和連合がソウルで開いた大規模集会にビデオメッセージを送り、「世界平和のために素晴らしい取り組みをされている韓鶴子総裁に感謝します。彼女は素晴らしい女性です」と述べた。トランプは関連団体からビデオ出演3回の報酬として計250万ドル（約3億円）を受領していたことが判明している。
2024年7月20日、世界日報は、2日前の共和党全国大会でトランプが正式に大統領候補に指名されたことを受けて社説を配信。「大統領選でも米国の結束を掲げ、闘ってほしい」とトランプ支持を強調した。7月13日の暗殺未遂事件にも触れ、「銃撃事件によって共和党内ではトランプ氏の求心力が高まっている」「米国の分断を修復する上で必要なのは、強い指導者だ」と述べた。

### イスラエル
2001年、文鮮明はイスラエルの首相選挙でリクード党のシャロンに選挙資金の援助を行っている。2002年11月30日の放送では、イスラエルのアリエル・シャロンが、リクード党の党首選挙でのベンヤミン・ネタニヤフに勝った資金は、アメリカのシカゴを拠点とする文鮮明の統一協会から流れていると断言した。
イスラエルの首相選挙で、リクードのシャロン候補が勝利し、政権党が労働党からリクードに交代することになった。これは、冷戦後の国際情勢の中でパレスチナ問題を解決しようとして1993年に締結された「オスロ合意」の体制が崩壊したことを意味している。パレスチナ問題が中東情勢の中核をなしていることから考えて、中東地域では「冷戦後」という一つの時代が終わったことになる。イスラエルでは、建国前のシオニズム運動発祥の時代から現在まで、右派と左派の２つの流れがある。右派は、ユダヤ教をイスラエルの建国精神の中心に置き、パレスチナ人が住んでいるヨルダン川西岸地域までを含めた地域を「神から与えられたユダヤ人の故郷」であると考え、パレスチナ人を弾圧し、できれば西岸から出て行ってもらうことを究極の目標としている。
西岸は1967年の第3次中東戦争の大勝利でヨルダンから奪ったものだが、この大勝利こそ、神がユダヤ人に西岸を与えた証拠だと極右の人々は考えている。彼らにとって、パレスチナ人とその背後にいるアラブ諸国は交渉相手ではなく、追い出すべき敵となっている。首相選挙で勝利したシャロンが党首をしているリクードが、右派政党の代表的存在である。
一方、イスラエルの左派の考え方は社会主義に基づき、民族や宗教を越え、ユダヤ人とパレスチナ人が共存するイスラエルを作ろうとするものである。イスラエル建国運動はもともと左派の考え方が発祥になっている。左派政党の中核は労働党で、敗北したエフード・バラックが党首をしていた。
アメリカのクリントン前大統領が音頭をとって続いていた中東和平交渉は、左派的な和解の精神に立脚している。この方向性は、1992年に労働党のイツハク・ラビンが政権を取った後、イスラエルとパレスチナがオスロ合意を締結したことで始まった。この合意は、パレスチナ人が住んでいる西岸とガザ地区にパレスチナ人国家を作り、イスラエルとパレスチナを友好関係の兄弟国家にするシナリオである。
リクードはパレスチナ人とアラブ諸国を信頼しない立場に立ち、イスラエルの安全保障のためにはパレスチナ人への寛容政策を取るべきではないと主張し、和平交渉に消極的だった（リクードは自由主義を信奉するタカ派の非宗教政党）。また、極右派の宗教勢力は「神から約束の地として与えられた西岸地域にパレスチナ人が国家を建設することを許すのは神への冒涜だ」と考え、オスロ合意に反対した。ラビンは1995年に暗殺されたが、極右イスラエル人の中には「神を冒涜したのだから殺されて当然だ」と考える人々が多い。
しかし2001年に文鮮明は中東和平を望まない政党を支持していながら、2003年シャロンの2次内閣が出発後、摂理と称して「エルサレム宣言」「中東和平イニシアチブ（ワシントン宣言）」とあたかも中東和平を推進している団体のように装っていた。

## 朝鮮半島再統一活動
1991年、文は北朝鮮の金日成国家主席と会談し、朝鮮半島の平和を実現する方法や国際関係、観光などについて話し合った。1992年、金日成はワシントン・タイムズの米国人記者ジョゼット・シーラン（後の国連世界食糧計画事務局長） に西側メディアとの最初で最後のインタビューに応じた
。1994年、北朝鮮と韓国の間に外交関係がなかったにもかかわらず、文は金日成の葬儀に公式に招待された。
1998年、統一運動関連企業が、それまで南北間のビジネス関係を禁止していた韓国政府の承認を得て、北朝鮮で事業を開始した 。2000年には教会関連企業グループである統一グループが、北朝鮮政府と協力して北朝鮮の南浦港に、北朝鮮初の自動車メーカー平和自動車を設立した。
ジョージ・W・ブッシュ大統領の任期中、統一運動家で当時のワシントン・タイムズ社長ドン・ムン・ジュは、米国との関係改善を目指し、北朝鮮への非公式外交活動を行った 。ジュは北朝鮮生まれの米国市民である。
2003年、韓国の統一運動メンバーは「神と平和と統一と家庭のための党」を結成した。結成の声明は、神と平和について国民を啓蒙することにより朝鮮再統一の準備に重点を置くとの旨であった。文は韓国統一省名誉委員となり、教会員の李在正が韓国統一大臣を務めた。
2010年、文の金日成訪問20周年を記念して、平壌で法的国家元首の金永南が、当時統一教会会長でであった文の息子文亨進を官邸に迎えた。文亨進は文鮮明の出身地である北朝鮮の定州の子供たちに小麦粉600トンを寄付した。 
2012年、文は死後に北朝鮮の国家統一賞を受賞した。死後1年目に、北朝鮮の委員長金正恩は韓鶴子とその家族に「国家の和平、繁栄、統一、また世界平和のために尽力した文氏の冥福を祈ります」と哀悼の意を表している。
2017年、統一教会は、ネパールの元首相マーダブ・クマール・ネパールと元平和復興大臣エーク・ナース・ダカールが率いる国際平和国会議員協会（IAPP）を後援し、平壌を訪問して朝鮮労働党と建設的な会談を行った。その後も2020年には、運動の一環として、朝鮮統一のための対面およびオンライン集会が開催され、約100万人が参加した。